# Constantin XI Paléologue
Vous lisez un « article de qualité » labellisé en 2022.
Constantin XI (ou XII) Paléologue, dit Dragasés (en grec : Κωνσταντίνος ΙΑʹ Δραγάσης Παλαιολόγος, Kōnstantinos XI Dragasēs Palaiologos, en serbe : Konstantin XI Dragaš Paleolog), né le 8 février 1404 ou 1405 à Constantinople, et mort le 29 mai 1453 sur les murailles de la même ville, est le dernier empereur byzantin du 31 octobre 1448 au 29 mai 1453, et par conséquent le dernier empereur romain de l'Histoire.
Il est l'un des nombreux fils de Manuel II Paléologue et un représentant de la dernière dynastie régnante, au pouvoir depuis 1261. Frère cadet de Jean VIII Paléologue, il s'illustre par sa fidélité à son frère, servant de régent à plusieurs reprises et l'aidant dans certaines de ses campagnes, notamment dans le despotat de Morée. Il gouverne celui-ci à deux reprises, avec d'autres de ses frères, et tente de renforcer cette province plus florissante que la cité impériale déclinante, mais se heurte inévitablement à la puissance de l'Empire ottoman. À la mort de Jean VIII en 1448, il s'impose comme l'héritier et se rend à Constantinople. Rapidement, il est confronté à la situation dramatique de l'Empire, considérablement affaibli. Il tente de favoriser la politique d'union entre l'église de Constantinople et la papauté, pour susciter une croisade contre les Turcs, d'autant que le nouveau sultan Mehmed II a des ambitions expansionnistes affirmées dès sa prise du pouvoir en 1451. Pour autant, il ne parvient pas à susciter l'unanimité parmi ses sujets sur la question religieuse.
Bientôt, en partie par maladresse, Constantin s'attire l'hostilité du sultan et se retrouve enfermé dans Constantinople, tentant de susciter des renforts en Occident, sans grands succès. En avril 1453, il subit le dernier siège de la Constantinople byzantine, lors duquel il mène en personne la défense de la cité. Largement inférieurs en nombre malgré quelques renforts extérieurs, les assiégés résistent plusieurs semaines et Constantin refuse de quitter la ville. Finalement, Constantinople tombe le 29 mai 1453 et Constantin périt durant les derniers combats, sans que les circonstances exactes de sa mort soient connues. Par la suite, de nombreuses légendes ont émergé à son propos, qui compliquent parfois l'analyse de son règne, son statut de dernier empereur romano-byzantin et sa mort, souvent décrite comme héroïque, lui ayant conféré une aura presque mystique. À cet égard, les historiens oscillent entre la vision d'un empereur combatif mais dénué de moyens à sa disposition et celle d'un dirigeant sans réelle dimension au regard des enjeux de son temps.

## Sources

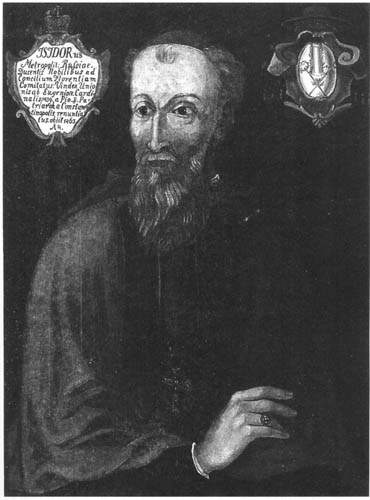
Peinture florentine représentant Isidore de Kiev, l'un des chroniqueurs et protagonistes du règne de Constantin.

Les sources à propos du règne de Constantin XI sont nombreuses et très liées aux récits relatifs à la chute de Constantinople. Son plus proche ami et conseiller, Georges Sphrantzès, est aussi l'un de ses principaux chroniqueurs. Même s'il a tendance à valoriser chacun des actes de Constantin, il livre des détails précieux sur sa biographie et son règne, à l'exception notable de la prise de Constantinople, qui fait l'objet d'un compte-rendu laconique. À ce sujet, les historiens ont longtemps exploité une version aujourd'hui considérée comme frauduleuse de la chronique de Sphrantzès, le Chronicon maius ou Chronique majeure, écrit par un certain Pseudo-Sphrantzès, identifié comme étant Macaire Mélissène, un métropolite grec du XVIe siècle. Ce texte développe des événements intervenus à l'occasion du siège, notamment les derniers instants de Constantin, qui ne se retrouvent pas dans d'autres sources et sont rejetés par les historiens les plus récents. Parmi les autres chroniqueurs grecs de l'époque, Laonicos Chalcondyle, Doukas et Critobule d'Imbros sont les plus utiles, le dernier étant devenu proche de Mehmed II, ce qui lui a permis d'accéder à des informations supplémentaires. Il a notamment fait un portrait précis, quoique certainement romancé, de Constantin et de ses qualités. Les écrits de Gennade II Scholarios, opposant à la politique d'union des Églises et premier patriarche de Constantinople à avoir été nommé par les Ottomans, peuvent aussi être mobilisés.
Tous ces hommes ont écrit sur la chute de Constantinople, mais d'autres textes sont spécifiquement consacrés à cet épisode fondamental et terminal de la vie de Constantin. Beaucoup sont originaires d'Europe de l'Ouest, en particulier d'Italie, à l'image des chroniques de Nicolò Barbaro, de Jacopo Tedaldi ou d'Ubertino Pusculus, parfois issus d'hommes d'Église comme Isidore de Kiev, relativement favorable à l'empereur, ou Léonard de Chio, très critique du manque d'empressement de Constantin à célébrer l'union avec la papauté. Des sources plus rares émanent du monde slave, comme la chronique de Constantin d'Ostrovica, janissaire serbe engagé dans l'armée turque, ou celle attribuée à Nestor Iskander, probablement russe, qui fait de Constantin un martyr de la cause orthodoxe,. Toutes ces sources permettent de croiser certains événements et apportent des perspectives variées sans pour autant lever toutes les incertitudes, en particulier celles qui pèsent sur les derniers instants de Constantin. Certaines sont assez critiques des Byzantins et donc de l'empereur, d'autres plus pondérées. Les sources turques sont plus rares et souvent postérieures à 1453, mais il faut relever les écrits de Tursun Beg ou de Saad ed-Din.

## Ascension

### Enfance

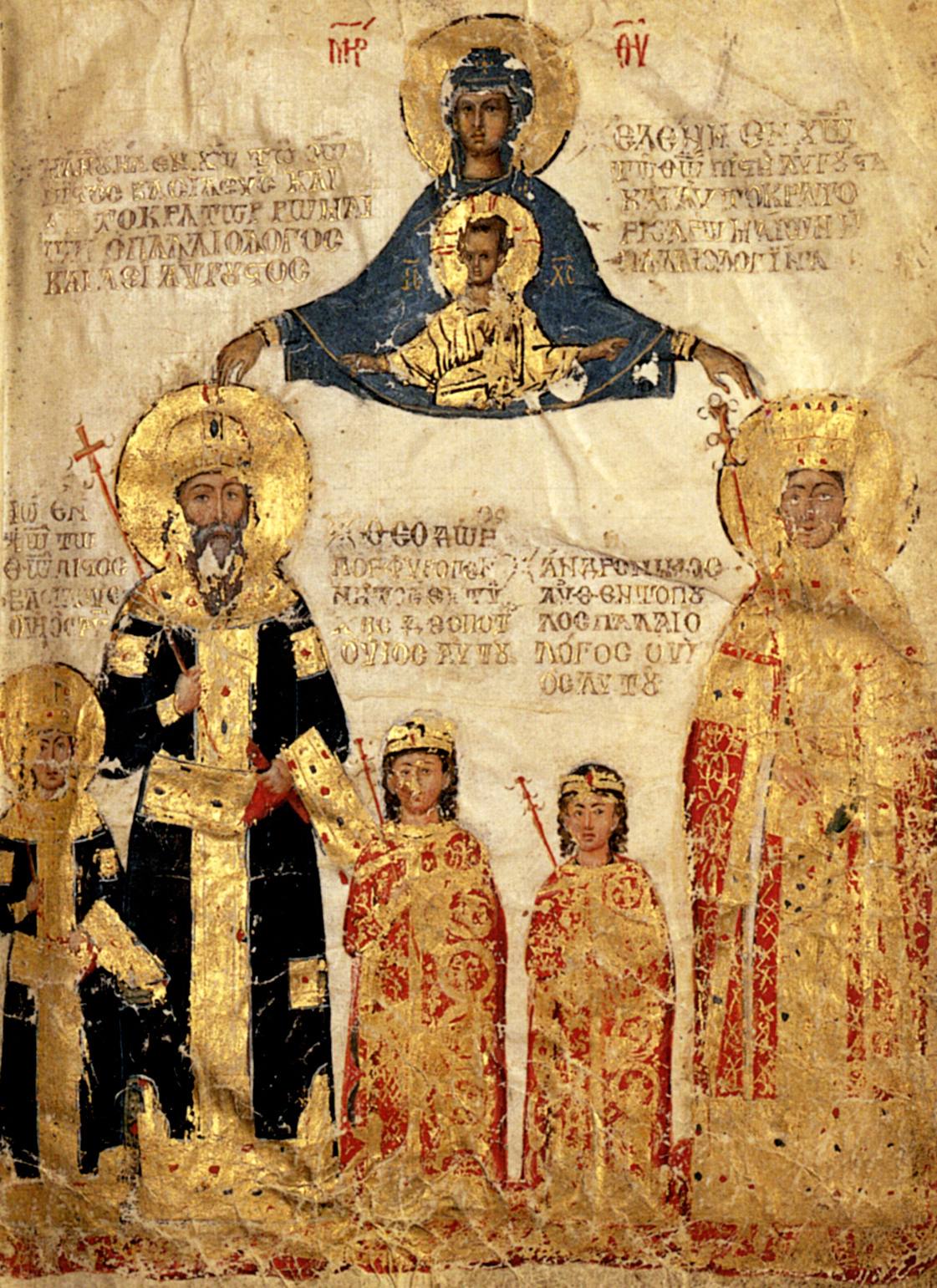
Manuel II Paléologue et sa femme, Hélène Dragaš, entourés de leurs trois premiers fils : le futur Jean VIII Paléologue, Théodore et Constantin, mort quelque temps avant la naissance de Constantin XI. Miniature conservée au musée du Louvre, issue des Œuvres complètes de saint Denys l'Aréopagite.

Constantin est le fils de l'empereur byzantin Manuel II Paléologue et d'Hélène Dragaš, fille du prince serbe Constantin Dragaš. Il se marie deux fois : d'abord en 1428 avec Théodora Tocco (morte en 1429), fille de Léonard II Tocco, seigneur de Zante, puis le 27 juillet 1441 avec Catherine Gattilusio (morte en 1442), fille de Dorino Ier Gattilusio, seigneur de Lesbos. La date de naissance de Constantin n'est pas exactement connue. Georges Sphrantzès écrit qu'il vient au monde en 1405, mais d'autres éléments de sa chronique plaident pour 1404, notamment quand il indique qu'il meurt à 49 ans, trois mois et vingt jours. Selon Marios Philippides, la date de 1405 serait une erreur de transcription du manuscrit originel de Sphrantzès et l'année 1404 serait donc à retenir. Il est l'un des six enfants de Manuel II et le deuxième à porter le nom de Constantin, le premier étant mort jeune. Il est particulièrement proche de sa mère, au point de faire figurer son nom, Dragasès, en complément de son patronyme. Ses jeunes années sont mal connues, mais il semble avoir reçu une bonne éducation, prodiguée par la famille Sphrantzès. Gennade Scholarios loue sa culture, mais cela relève peut-être de la flatterie courtisane.
Il ne subsiste aucune description physique précise de Constantin. Les rares pièces de monnaie de son règne qui ont survécu ne livrent pas plus qu'une esquisse de portrait sans grande valeur, de même que l'image figurant dans le manuscrit Mutinensis gr. 122 composé au XVe siècle et conservé à la bibliothèque Estense. De manière générale, il est difficile d'établir le portrait et le caractère de Constantin sur la base des jugements de l'époque, souvent influencés par les circonstances de sa disparition lors de la chute de Constantinople. Constantin montre un intérêt fort pour la chose militaire, s'illustre par ses aptitudes au gouvernement et semble peu intéressé par les affaires culturelles et théologiques, à la différence d'autres empereurs avant lui. Steven Runciman le décrit comme intègre, fidèle à son frère aîné, toujours honorable dans sa conduite et capable de susciter l'affection, voire l'admiration, quand il devient empereur, bien que ses difficultés à assurer la concorde religieuse à Constantinople semblent affaiblir cette affirmation. Dans un discours aux airs d'éloge, Jean Dokeianos, un érudit de Mistra, loue les aptitudes de Constantin au combat et à la chasse, ainsi que son éducation, tout en restant très évasif. Si les qualités de stratège voire de guerrier de Constantin sont régulièrement évoquées, il demeure difficile, sur la base des faits historiques, de déceler un réel talent en la matière, à l'image de son rôle militaire relativement effacé lors du siège de Constantinople.

### Jeunes années

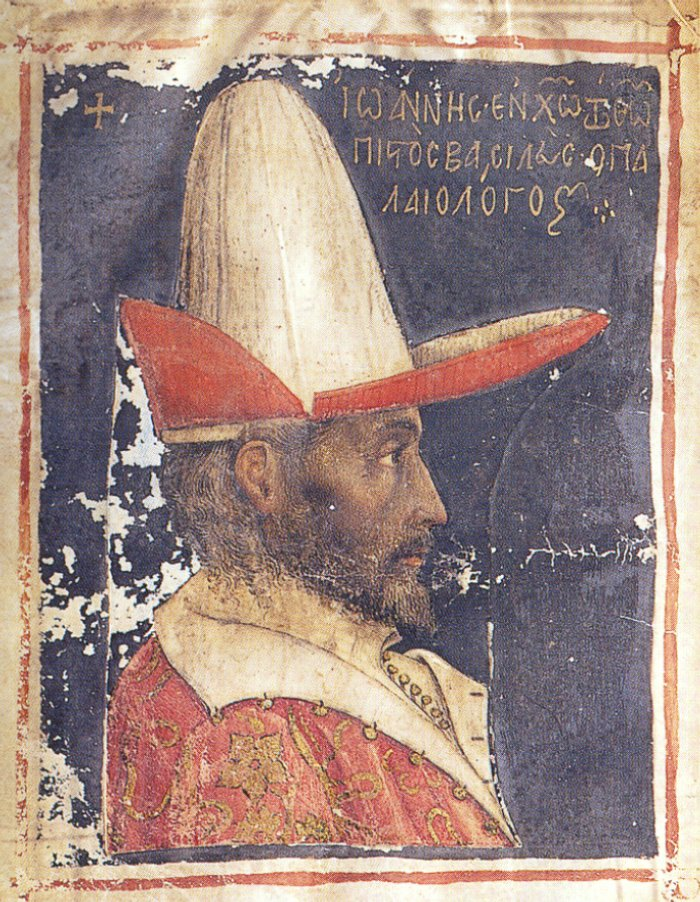
Jean VIII Paléologue, représenté sur un manuscrit du monastère Sainte-Catherine du Sinaï.

Constantin XI commence à s'impliquer dans les affaires de l'Empire en 1422, quand les Ottomans mettent le siège devant Constantinople. Il a alors 17 ou 18 ans et ne semble être qu'un simple observateur des événements, et, s'il a un quelconque rôle militaire, il est certainement limité mais il lui permet d'acquérir de l'expérience. L'assaut est repoussé, mais Manuel II, vieillissant, souffre d'une attaque et devient hémiplégique. Jusqu'en 1425, la régence est assurée par Jean VIII. Face à la situation de plus en plus précaire de l'Empire, qui doit céder Thessalonique à Venise en 1423 pour la préserver des Ottomans, Jean VIII décide de partir en Europe rechercher des renforts. En novembre 1423, il se rend à Venise et en Hongrie. C'est à Constantin qu'il cède le gouvernement de l'Empire dans l'intervalle, car c'est en lui qu'il a le plus confiance. Constantin se voit conférer la dignité de despote, la plus élevée dans l'ordre byzantin d'alors, mais sa régence semble surtout nominale. Un traité est négocié avec le sultan Mourad II, qui préserve l'Empire d'un nouvel assaut, tout en cédant plusieurs territoires, en particulier en Thessalie et le long de la mer Noire, et en acceptant le paiement d'un tribut qui ramène l'Empire byzantin à une forme de vassalité, d'autant que Jean VIII rentre en novembre 1424 sans avoir pu susciter d'intervention occidentale. L'intermède ouvert par la crise ottomane à la suite de la bataille d'Ankara en 1402 est en quelque sorte terminé et les gains obtenus par les Byzantins par l'affaiblissement temporaire des Turcs ont tous été perdus. Le 21 juillet 1425, Manuel meurt et Jean devient seul empereur. Constantin reçoit en apanage une bande de terre au nord de Constantinople, entre Messembria et Derkos, ainsi que le port de Selymbria. Jusqu'à la mort de Jean VIII en 1448, Constantin lui reste loyal et est l'un de ses plus proches conseillers.
Dans le même temps, la situation dans le despotat de Morée, devenue la principale province de l'Empire déclinant, est préoccupante. Son frère Théodore II Paléologue se montre fatigué du gouvernement de la province et Jean VIII réfléchit à le remplacer par Constantin, qui lui a prouvé sa loyauté,. En 1423, les Ottomans ont brisé le mur de l'Hexamilion pour mettre à sac la péninsule, tandis que le seigneur de Céphalonie, Carlo Ier Tocco, a des visées sur le littoral du Péloponnèse. En réaction, en 1427, Jean VIII se rend en personne dans le despotat avec Constantin pour remédier à la situation.
Jean VIII parvient à repousser Carlo Tocco à l’occasion de la bataille des îles Échinades et conclut un traité de paix qui prévoit le mariage de Constantin avec Maddalena, nièce de Carlo Tocco,. L’union est conclue le 1er juillet 1428 près de Patras. Il inclut comme dot l’obtention pour Constantin de la cité de Clarentza et ses alentours. Dans le même temps, Constantin est nommé despote aux côtés de Théodore II Paléologue, qui a finalement décidé de rester en fonction. Leur jeune frère, Thomas, est aussi nommé despote, ce qui porte à trois les seigneurs du despotat de Morée. C’est la première fois que le gouvernement de la province est divisé entre plusieurs détenteurs, même si Théodore garde la prééminence. Toujours en 1428, Constantin, Thomas et Jean tentent de prendre Patras, alors tenu par un archevêque latin, Pandolfo Malatesta. L’assaut échoue mais Constantin obtient le paiement de 500 pièces d’or.
Pour autant, Constantin ne renonce pas à l’idée de prendre Patras. Après le départ de Jean VIII, qui se repose largement sur lui pour administrer au mieux la province en raison de la passivité de Théodore, Constantin met en place une stratégie agressive. Avec l’aide de son ami Sphrantzès, il part de Vostitza pour Clarentza, puis marche sur Patras. Il contacte alors les notables grecs de la ville pour les inciter à le soutenir. Le 20 mars 1429 (alors qu'il a 24 ou 25 ans), il met le siège devant la ville et, à l’occasion des combats, son cheval est tué mais il est sauvé par Sphrantzès, qui est capturé. Au début du mois de mai, des négociations s’engagent et les assiégés promettent de livrer la ville à la fin du mois si Malatesta ne revient pas avec des renforts. Le 1er juin, Constantin se présente devant les remparts pour rappeler l’engagement pris. Finalement, le 5 juin, les chefs des assiégés acceptent de livrer la ville. Seule la citadelle reste fidèle à l’archevêque et résiste encore douze mois. Cependant, cette prise provoque la colère des Ottomans qui menacent Constantin de représailles. Il faut l’intervention diplomatique de Sphrantzès (libéré grâce à la trêve de mai) pour calmer le jeu, profitant du fait que le sultan est trop occupé par le dénouement du siège de Thessalonique. Dans le même temps, des mercenaires catalans engagés par Malatesta se mettent à piller la région de Clarentza, dont ils s'emparent brièvement à l'été 1430. Constantin doit débourser 6 000 ducats pour les arrêter. Une source anonyme mentionne aussi une vague de répression contre les habitants de Clarentza, qui se seraient rendus coupable de déloyauté envers Constantin. Malgré tout, la prise de Patras est un succès pour Constantin, après 225 ans d’occupation étrangère de la cité grecque. Sphrantzès en devient le gouverneur.
Au début des années 1430, la quasi-totalité du Péloponnèse est revenue sous l'obédience byzantine, grâce aux efforts de Constantin ainsi que ceux de son frère Thomas, qui a mis un terme à l'existence de la principauté d'Achaïe en épousant Catherine Zaccaria, la fille et héritière du prince Centurione II Zaccaria. À la mort de ce dernier en 1432, Thomas peut alors récupérer ce qu'il reste de son territoire, et les seules terres étrangères dans la péninsule sont des ports tenus par Venise. Pour autant, Marios Philippides souligne que ces succès sont surtout dus aux circonstances et à des alliances matrimoniales plus qu'à des succès militaires, comme en témoigne la difficile réduction de la résistance de Patras par Constantin. Pour le sultan Mourad II, c'est un sujet d'inquiétude et, en 1431, Turahan Beg est envoyé pour démolir l'Hexamilion, rappelant aux différents acteurs que les Turcs peuvent à tout moment s'emparer de la péninsule. À certains égards, en réduisant la présence latine dans la région, les Paléologues l'ont rendu plus exposée aux Ottomans.

### Le despote de Mistra

L'Empire byzantin dans ses dernières années, comprenant le despotat de Mistra dans le Péloponnèse.

#### Entre la Morée et Constantinople
En mars 1432, Constantin, qui a 27 ou 28 ans, obtient un nouvel accord avec Thomas. Ils conviennent d'échanger leurs possessions respectives : Constantin s'installe à Kalavryta, la capitale des anciennes possessions de Thomas, tandis que ce dernier prend possession de l'Élide et s'établit probablement à Patras. Thomas continue d'entretenir une bonne relation avec Constantin, et cela même si l'absence de descendant à Jean VIII laisse planer un doute sur la succession au trône impérial. De toute évidence, il reviendra à l'un de ses frères et Constantin est clairement le favori, ce que ressent mal Théodore. Quand Constantin est convoqué à Constantinople en 1435, Théodore est persuadé qu'il va être nommé co-empereur et il se rend immédiatement dans la cité impériale pour faire part de ses objections. Les tensions demeurent fortes entre les deux frères jusqu'à la fin de l'année 1436 et la réussite d'un arbitrage par le patriarche Grégoire III Mammé. Constantin accepte de rester à Constantinople, tandis que le despotat de Morée est partagé entre Théodore et Thomas. Ce choix s'explique sûrement par la nécessité de Jean VIII d'assurer la régence, car il s'apprête à embarquer pour un nouveau voyage en Europe, à la recherche de renforts et dans le but de rétablir l'union des églises, à laquelle s'oppose Théodore. Or, celle-ci est de plus en plus perçue comme inévitable pour assurer à l'Empire byzantin une assistance forte du pape et des puissances occidentales, d'obédience catholique.
Quand Jean VIII embarque pour le concile de Ferrare, beaucoup dans l'Empire s'opposent à l'union des Églises, dont Démétrios, un de ses jeunes frères qu'il emmène avec lui pour éviter tout risque de conspiration. Quant à Constantin, il est entouré de plusieurs conseillers, dont Sphrantzès, sa mère, son cousin Démétrius Paléologue Cantacuzène ou Lucas Notaras. En 1438, il est le témoin du mariage de Sphrantzès et devient ensuite le parrain de deux de ses enfants.
Au cours de la régence, les relations avec les Ottomans sont plutôt apaisées. En 1439, Constantin se montre malgré tout inquiet à l'idée d'une agression de la part de Mourad et il envoie une lettre à son frère pour lui demander de rappeler au pape sa promesse d'envoyer deux navires de guerre à Constantinople. Si la promesse n'est pas honorée, Mourad détourne finalement son attention contre les Serbes, s'emparant de Smederevo.
En juin 1439, le concile de Florence déclare l'union des Églises et Jean peut rentrer à Constantinople le 1er février 1440. Reçu avec pompe par Constantin et Démétrios, rentré plus tôt, il ne peut échapper au rejet de l'union par une fraction notable de la population. Jean est alors perçu comme un traître à sa foi et certains pensent même que les Ottomans pourraient s'en saisir comme prétexte pour attaquer. Néanmoins, Constantin reste fidèle à son frère et partage l'idée que le salut de l'Empire passe par une croisade occidentale et, nécessairement, par l'abandon des sujets de divergence avec Rome, sans pour autant agir directement contre les opposants à l'union.
En dépit du retour de Jean, Constantin reste dans la capitale, probablement pour trouver une nouvelle femme, dix ans après avoir perdu Théodora. Il jette son dévolu sur Catherine Gattilusio, la fille de Dorino Ier Gattilusio, seigneur de Lesbos. En décembre 1440, Sphrantzès est envoyé sur l'île pour organiser l'union. Quelques mois plus tard, Constantin se rend sur Lesbos avec Sphrantzès et Lucas Notaras et il épouse Catherine en août 1441, avant de quitter l'île sans sa femme en septembre, pour rejoindre la Morée.
Quand il arrive sur place, il constate que la province a été bien gouvernée par Théodore et Thomas. Il estime donc qu'il serait plus utile à l'Empire proche de Constantinople. Dans le même temps, c'est son autre frère, Démétrios, qui gère ses anciennes possessions autour de Messembria. Ce choix de Jean VIII peut s'expliquer par son souhait de le garder proche de la capitale, pour mieux le contrôler. Néanmoins, assez vite, Constantin envisage un échange : il reprendrait son ancien apanage et Démétrios deviendrait despote en Morée. Sphrantzès est chargé de tâter le terrain, tant auprès de Démétrios que de Mourad II, dont l'accord est nécessaire pour un tel changement.

Seulement, Démétrios vise lui aussi le trône impérial et il s'est allié avec Mourad en se posant comme le meilleur partisan des Ottomans, du fait de son opposition à l'union des Églises. Il se révolte ouvertement et quand Sphrantzès arrive auprès de lui, il se prépare déjà à marcher sur Constantinople. Jean VIII, conscient du danger, fait appel à Constantin pour organiser la défense de la ville. En avril 1442, Démétrios et les Ottomans lancent leur offensive et, en juillet, Constantin quitte la Morée. Sur le chemin, il se rend à Lesbos et fait voile avec sa femme sur Lemnos, où ils sont bloqués dans la forteresse de Kotzinos par les Turcs pendant plusieurs mois. Si les Turcs ne parviennent pas à s'emparer de Constantin, il doit cependant appeler son frère à l'aide alors qu'il était censé venir lui apporter du renfort. Le siège de Kotzinos est levé avec l'aide de navires vénitiens, mais Catherine tombe malade et meurt dès le mois d'août alors qu'elle semble enceinte. Elle est enterrée à Myrina, sur Lemnos. Finalement, Constantin parvient dans la capitale en novembre, où les Ottomans ont déjà été repoussés. Capturé, Démétrios est emprisonné, tandis que Sphrantzès devient gouverneur de Selymbria au nom de Constantin. De là, les deux hommes peuvent facilement surveiller les activités de Démétrios, rapidement libéré. En novembre 1443, Constantin et Théodore échangent à leur tour leurs postes : le premier rejoint Mistra tandis que Selymbria est confiée au second,.

#### De vaines reconquêtes
Avec les départs de Démétrios et de Théodore, Constantin et Thomas espèrent renforcer le despotat de Morée. À la différence de Constantinople, soumise à un quasi-blocus ottoman, la Morée connaît une certaine prospérité culturelle. La vie intellectuelle y est vivace et des constructions sont régulièrement entreprises. Les deux frères ont pour ambition de rendre la province plus autonome, sur le modèle de Gémiste Pléthon qui entend faire de Mistra la nouvelle Sparte, capitale d’un royaume hellénique indépendant. Bien qu'il soit peu versé dans les questions intellectuelles, Constantin semble malgré tout avoir de bons rapports avec Pléthon.
Le premier objectif de Constantin et Thomas est d’abord d’assurer la défense du territoire, qui passe par la restauration de l’Hexamilion, la muraille qui barre l’isthme de Corinthe. Celui-ci a déjà été restauré par Manuel II en à peine un mois et Constantin renforce à nouveau ces remparts. Au-delà de la restauration de la muraille corinthienne, qui est loin d'être invulnérable, Constantin a des visées sur la région athénienne, toujours aux mains des Latins et dont la conquête lui permettrait de disposer de plus de profondeur stratégique face aux Turcs.

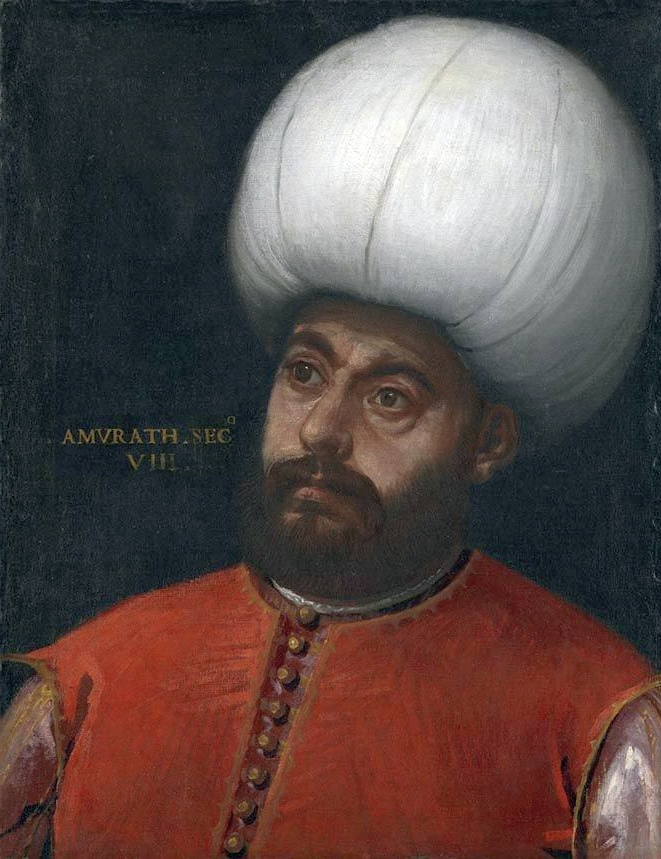
Le sultan Mourad II par Paolo Veronese (XVIe siècle).

En 1444, Constantin poursuit sa politique d’expansion au détriment des seigneurs latins. Vraisemblablement encouragé par la croisade de Varna menée contre les Ottomans, il s’attaque au duché d'Athènes, vassal des Turcs. Georges Sphrantzès joue les intermédiaires avec les chefs des Croisés, pour qui l’intervention de Constantin permet de menacer les Ottomans sur leurs arrières. Rapidement, Constantin s’empare d’Athènes, puis de Thèbes, contraignant le duc Nerio II Acciaiuoli à lui payer un tribut plutôt qu’au sultan. Cette victoire accroît le prestige de Constantin, célébré comme le nouveau Thémistocle. Pourtant, ses alliés sont lourdement vaincus à la bataille de Varna le 10 novembre mais Constantin ne renonce pas. Grâce à l’aide de trois cents soldats envoyés par le duc bourguignon Philippe le Bon, il mène des raids au centre de la Grèce, jusqu’au massif du Pinde. Ce faisant, il s'aliène néanmoins les Vénitiens, très implantés dans la région du golfe de Corinthe. Dans le même temps, un de ses lieutenants, Constantin Cantacuzène, mène ses hommes en Thessalie et s’empare de Lidoriki, où la population l’accueille en libérateur. Il réorganise aussi l'administration du despotat, confiant plusieurs postes clés à ses hommes de confiance. Sphrantzès devient gouverneur de Mistra et Jean Cantacuzène gouverneur de Corinthe. Il tente aussi de s'attirer les faveurs de l'aristocratie locale en lui conférant divers privilèges et pourrait avoir organisé des compétitions athlétiques au sein du despotat.
Cette suite de succès finit par provoquer Mourad. En 1446, le sultan marche sur la Morée avec Nerio II et une armée qui aurait compté jusqu’à 60 000 hommes. Malgré cette supériorité écrasante, Constantin est décidé à résister. S’il cède rapidement la Thessalie, il se replie sur l’Hexamilion, atteint par les Ottomans le 27 novembre. Avec l’aide de Thomas, il réunit une armée, peut-être forte de 20 000 hommes, normalement suffisante pour tenir le mur. Néanmoins, il se montre sourd aux rapports d'un de ses éclaireurs et l'aurait même jeté en prison selon Chalcondyle. Or, Mourad est doté d’une puissante artillerie et, le 10 décembre, après une semaine de bombardements, le mur est réduit à l’état de ruines et les défenseurs sont submergés. Constantin et Thomas parviennent tout juste à s’échapper, tandis que Turahan Beg, le général turc, pille le despotat jusqu’à Mistra (qui résiste) tandis que Mourad II se charge du nord de la péninsule. L’objectif des Ottomans est accompli : ils ont réaffirmé leur supériorité et, si la Morée n’est pas conquise, elle est laissée dans un état de grande vulnérabilité, réduite à l’état de vassal contrainte de payer un tribut au sultan. Enfin, Constantin et Thomas ont interdiction de restaurer l’Hexamilion,.

## Souverain byzantin (1448-1453)

### Prise du pouvoir

#### Accession au trône

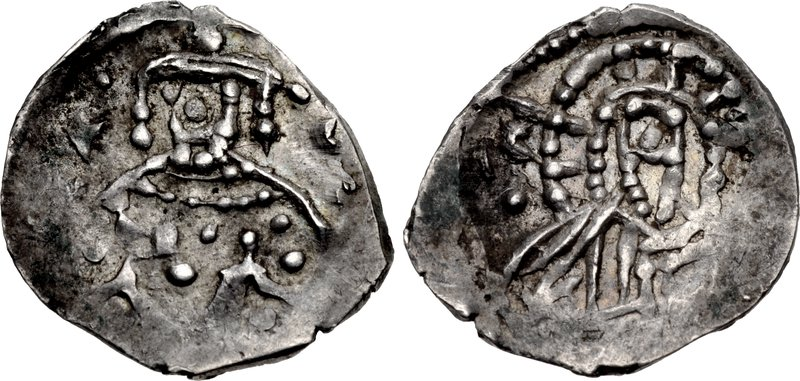
L'une des dernières pièces (un stavraton) émises par l'Empire byzantin, faisant figurer le buste de Constantin XI à gauche et le Christ Pantocrator à droite.

Le 28 juin 1448, Théodore II Paléologue s’éteint, bientôt suivi par Jean VIII le 31 octobre. Constantin, toujours le plus populaire des frères du défunt empereur, est encore en Morée et il est précédé à Constantinople par Démétrios et Thomas, bien que celui-ci n’ait aucune prétention sur le trône. Démétrios jouit du soutien des anti-unionistes, mais sa mère assure la régence jusqu’à l’arrivée de Constantin, pour s’assurer que celui-ci obtienne la couronne sans mal. Démétrios finit par se plier à ce choix, d'autant que la notabilité de l'Empire semble s'être rangée derrière Constantin, en particulier Lucas Notaras, parmi les plus influents des aristocrates constantinopolitains. Le 6 décembre 1448, Mourad II donne son assentiment à cette succession. Hélène peut alors envoyer deux messagers en Morée pour proclamer Constantin empereur et le faire revenir à Constantinople,.
C’est à Mistra, probablement dans l’une des églises ou dans le palais, que Constantin est couronné le 6 janvier 1449, à l’occasion d’une petite cérémonie. Il a alors 43 ou 44 ans. Il se voit conférer la dignité de basileus des Romains mais ne reçoit pas la couronne. Celle-ci est remplacée par un pilon, un couvre-chef qu’il revêt de ses propres mains. Ce n’est pas la première fois que l’empereur est consacré en-dehors de la basilique Sainte-Sophie. Ainsi, Manuel Ier Comnène a été nommé à la dignité impériale par son père agonisant Jean II Comnène en Cilicie, de même que Jean VI Cantacuzène a été proclamé empereur à Didymotique. Toutefois, les deux souverains ont tenu à confirmer leur nomination à Constantinople, ce qui n’est pas le cas de Constantin XI, probablement par crainte d’un soulèvement des anti-unionistes,,. Malgré tout, sa parenté avec Jean VIII et l’absence de véritable alternative lui assurent une certaine assise de son pouvoir et aucun de ses contemporains n'apparaît avoir contesté son statut impérial. Il se rend à Constantinople le 12 mars 1449, à bord d’un navire catalan, attestant de la déliquescence de l'appareil militaire dont la marine est alors à l'agonie.

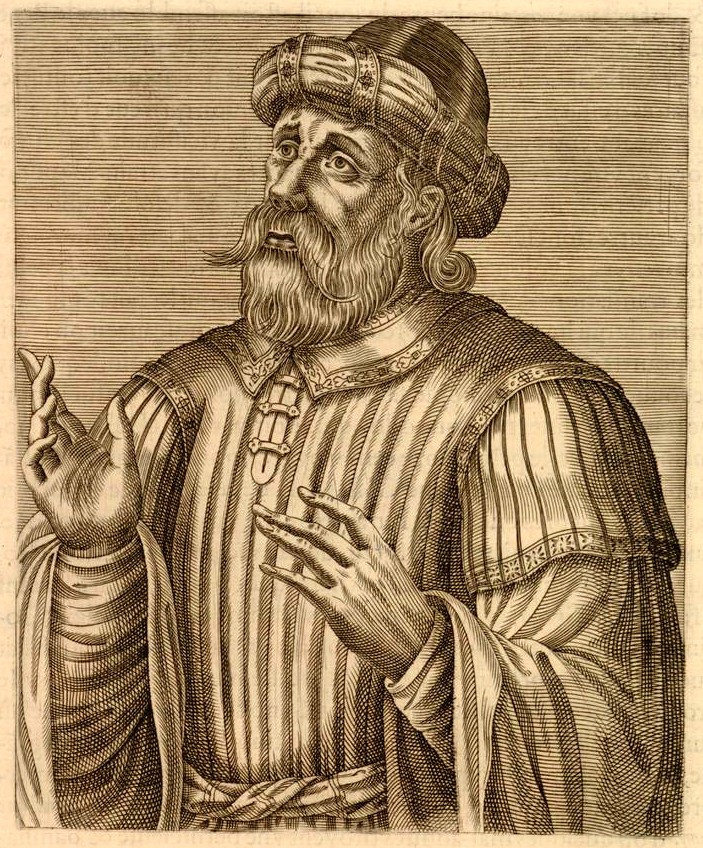
Illustration de Constantin par André Thevet, datant de 1584, figurant dans son ouvrage Les vrais pourtraits et vies des hommes illustres.

Dans l’ensemble, Constantin dispose d’une grande expérience du pouvoir, qui facilite son accession au trône. Il a parcouru les derniers fiefs d’un Empire déclinant, dont il connaît toutes les difficultés. La ville de Constantinople est alors profondément dépeuplée et appauvrie, nombre de ses bâtiments administratifs ou religieux laissés à l’abandon. Le Grand Palais a depuis longtemps été délaissé au profit du palais des Blachernes, bien plus proche des murailles de la cité. La priorité de Constantin est d'envoyer une ambassade à Mourad II pour l'assurer de ses désirs de paix. En parallèle, il organise la gouvernement de la Morée, partagée entre Thomas qui a autorité sur la région de Patras et Clarentza, et Démétrios qui gouverne la région autour de Mistra. Tous deux jurent de respecter la frontière entre leurs domaines et repartent pour la Morée à l'été 1449. Pour Constantin, c'est l'assurance de garantir la stabilité de ce qu'il reste de l'Empire byzantin mais, dans les faits, ses deux frères se querellent presque dès leur retour dans la péninsule et il doit intervenir rapidement pour rétablir une coexistence pacifique,.

#### Cour
Le 23 mars 1450, l'impératrice Hélène Dragaš s'éteint, ce qui provoque une grande affliction parmi la cour byzantine. Gemiste Pléthon et Gennadios Scholarios livrent tous deux des oraisons funèbres en son honneur. Pléthon loue sa force et son intelligence, la comparant à Pénélope. Pour Constantin, c'est une grande perte car elle faisait partie de son cercle de proches conseillers. La cour byzantine est alors réduite à quelques familles, principalement les Notaras et les Goudélès, en plus des différentes branches des Paléologues. Au sein de ce cercle, Lucas Notaras reste le membre le plus influent de l'élite byzantine. Particulièrement riche, il occupe la fonction devenue symbolique de mégaduc (amiral en chef) et agit comme premier ministre de fait. Il s'entend bien avec Constantin qu'il a déjà assisté comme régent et semble plutôt confiant sur la capacité de l'Empire à survivre. Il entretient aussi des relations parfois compliquées avec Sphrantzès. Celui-ci, bien qu'issu d'une famille moins fortunée, reste un des favoris de l'empereur. Ami proche, il agit comme conseiller et ambassadeur à plusieurs reprises, souvent partisan de la prudence, notamment avec les Ottomans. Parmi les autres figures notables de la cour byzantine, souvent des cousins de l'empereur, Démétrius Paléologue Métochitès est le dernier gouverneur de Constantinople et grand stratopédarque, tandis que Démétrius Paléologue Cantacuzène semble partisan d'une posture plutôt agressive avec les Turcs, préconisant de jouer des rivalités entre les branches de la famille ottomane. Andronic Paléologue Cantacuzène, Grand Domestique, soit formellement le chef de l'armée, est aussi cité dans les sources et semble en désaccord avec Constantin sur différents sujets, préférant une union avec une princesse de Trébizonde qu'avec une princesse géorgienne, tandis que Manuel Paléologue Iagaris figure aussi en bonne place.
Quand il arrive au pouvoir, Constantin est vite confronté aux finances exsangues de l'Empire, ce qui pourrait possiblement expliquer en partie son souhait de repousser un éventuel sacre, souvent accompagné de dépenses somptuaires. Pour y remédier, il met en place une taxe sur certains produits vénitiens importés comme le vin mais il rencontre une vive résistance, d'autant que Jean VIII a déjà obtenu de la République italienne qu'elle réduise ses ventes de vin dans la capitale. Constantin tente vainement de justifier sa décision en affirmant que cette taxe est pour le bien de la cité, mais il doit finalement faire machine arrière face au risque de s'aliéner un potentiel allié face aux Ottomans. Sans autre véritable alternative puisque ses sujets sont peu solvables, l'empereur est placé devant le fait accompli d'un Empire profondément appauvri, ce qui complique inévitablement tout effort de guerre à venir face au siège qui s'annonce.

### Politique diplomatique

#### À la recherche d'une épouse

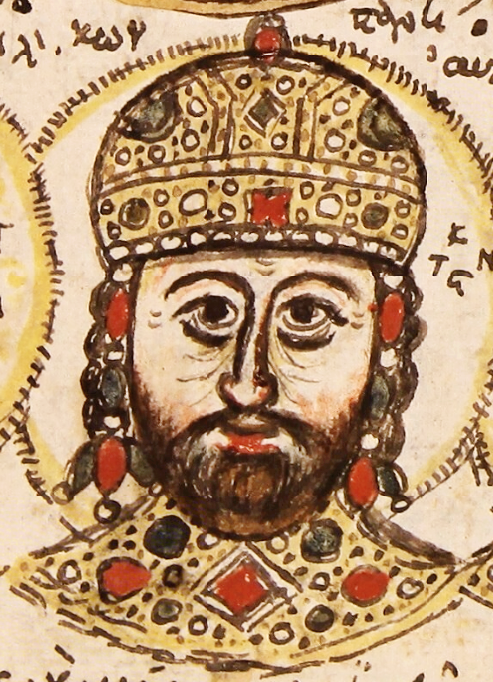
Portrait de Constantin XI figurant dans le Mutinensis gr. 122, datant du XV.

Quand il arrive au pouvoir, Constantin est deux fois veuf et sans descendant. Ses deux femmes sont mortes à chaque fois dans l'année qui a suivi le mariage et l'absence d'héritier fragilise encore plus l'avenir de l'Empire, déjà bien sombre. Une de ces deux femmes, lors du mariage, n'est déjà plus en âge de concevoir donc la succession du Basileus n'est même pas organisée, l'absence d'héritier ne simplifie pas une situation déjà complexe et très délicate. Dès lors, l'empereur donne pour consigne à ses conseillers de lui trouver une nouvelle épouse, de préférence susceptible de lui apporter une dot substantielle. Sphrantzès se met en recherche d'une prétendante et plusieurs noms émergent de différentes contrées, jusqu'en Aragon et au Portugal. Toutefois, deux pistes sont particulièrement investies : le royaume de Géorgie et l'empire de Trébizonde. Sphrantzès se rend donc dans ces territoires pour conclure un accord mais il est retardé quand l'un des navires chargé de lui transmettre les instructions de Constantin fait naufrage sur le chemin. En Géorgie, c'est une fille de Georges VIII qui est pressentie et qui recueille la préférence de Sphrantzès, lequel revient dans le courant de l'année 1451 avec un ambassadeur géorgien pour finaliser l'union mais la dégradation subite des relations avec les Ottomans interrompt le projet,. Il se concentre aussi sur Trébizonde, où Jean IV est en mesure de proposer un accord convenable pour une union avec sa fille, Théodora Comnène. Si l'empereur de Trébizonde n'est guère en meilleure posture militaire que Constantin, il dispose encore de richesses notables. Mais là encore, ce plan en reste au stade des discussions.
Une autre option apparaît quand Sphrantzès apprend la mort de Mourad II en 1451. Sa femme, Mara Brankovic, issue d'une importante famille serbe, devient veuve mais aussi disponible pour une union. Si elle acceptait de devenir la femme de Constantin, cela consoliderait grandement la position de l'Empire, puisque les Ottomans pourraient être réticents à s'attaquer à la veuve d'un sultan défunt. En outre, son père, Đurađ Branković, despote de Serbie, y est favorable. La Serbie, pourtant vassale des Ottomans, est alors l'un des plus proches alliés des Byzantins, comme en témoignent le mariage passé entre Manuel II et Hélène Dragas ou encore l'union récente entre Hélène Paléologue (fille de Thomas) et Lazar Branković. Néanmoins, Maria Brankovic a juré qu'en cas de décès de son mari, elle rejoindrait la Serbie pour se vouer à une vie de nonne, ce qui met un terme au projet,. De même, l'hypothèse d'une union avec la fille de Jean IV ne parvient pas à son terme, probablement en raison de l'urgence que constitue l'arrivée au pouvoir ottoman de Mehmed II, qui menace très vite la survie même de l'Empire. Enfin, l'éventualité d'un mariage entre Constantin et l'une des filles du doge de Venise, Francesco Foscari, a pu être envisagée, au moins quand Constantin est despote de Morée. Sphrantzès estime même que le manque de célérité des Vénitiens pour venir en aide à Constantinople s'expliquerait par le refus opposé par l'empereur à une telle union, considérée comme indigne d'un souverain impérial, ce qui apparaît peu plausible. Si de telles discussions ont eu lieu, elles en sont probablement restées à un stade préliminaire,.

#### Une paix fragile avec les Ottomans

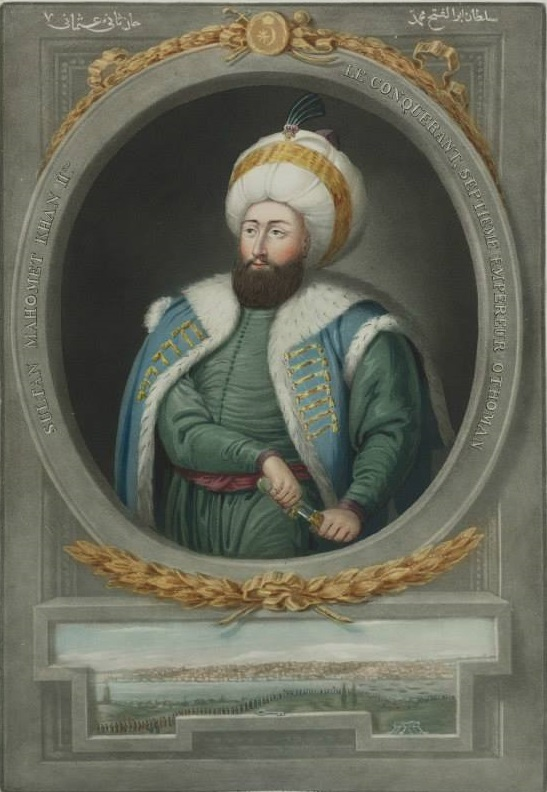
Portrait de Mehmed II par Konstantin Kapıdağlı (1800).

Dès la mort de Mourad II en 1451, Constantin s'empresse de manifester ses intentions pacifiques à son successeur Mehmet II, pour négocier une nouvelle trêve. Cette attitude cache certainement un désir de gagner du temps pour constituer une alliance anti-ottomane efficace. Si le sultan reçoit respectueusement les ambassadeurs et leur assure de vouloir cohabiter pacifiquement avec les Byzantins, Constantin reste prudent et craint que le nouveau dirigeant ne change d'avis. Par conséquent, il se met en quête de soutiens extérieurs pour s'assurer d'alliances solides, en particulier en Occident. La république de Venise fait rapidement figure d'allié principal, en raison de l'importance commerciale de son quartier à Constantinople. Toutefois, l'affaire de la taxe sur les produits importés a dégradé les relations. En août 1450, les Vénitiens menacent de faire transiter leur commerce par un autre port, potentiellement ottoman. En dépit d'une lettre envoyée par Constantin au doge, ce dernier signe un traité avec Mehmet II en 1451. Constantin tente bien de jouer de la rivalité de Venise avec Raguse en proposant à ces derniers de s'installer dans la cité impériale avec des facilités fiscales mais l'aide militaire de la république dalmate est bien moins intéressante,.
Constantin multiplie les initiatives diplomatiques, mais il se heurte généralement à des fins de non-recevoir. Les royaumes chrétiens d'Europe ont tous leurs préoccupations propres et le désastre de Varna en 1444 a grandement dissuadé les projets de nouvelle croisade. En outre, Mehmet II n'est pas encore pris au sérieux par les dirigeants européens, tandis que la papauté se préoccupe avant tout de l'union des Églises. Constantin a plusieurs échanges de lettres avec Alphonse V d'Aragon, très intéressé par la situation en Méditerranée orientale et, à certains égards, tout aussi dangereux que les Ottomans car se considérant comme l'héritier du trône de l'Empire latin de Constantinople. Néanmoins, l'intérêt du souverain espagnol ne se concrétise par aucune action d'importance.
En août 1451, l'ambassadeur byzantin Andronic Bryenne Léontaris arrive à Rome où il dépose une lettre au pape Nicolas V, contenant les conclusions d'opposants à l'union. Pour Constantin XI, c'est une occasion de faire comprendre à la papauté les difficultés qu'il rencontre car l'union est largement rejetée dans l'opinion et dans le clergé, à tel point que des offices s'abstiennent de mentionner l'empereur dans leurs prières. Constantin propose la tenue d'un nouveau concile à Constantinople, avec autant de représentants de l'église orthodoxe que de l'église catholique. Le 27 septembre, le pape Nicolas V envoie sa réponse, après avoir appris la démission du patriarche de Constantinople Grégoire III Mammé, fragilisé par sa position unioniste. Il demande à Constantin de redoubler d'efforts, rappelant que l'union est nécessaire pour espérer l'assistance de l'Occident chrétien. Il insiste pour que le nom du pape soit commémoré dans les églises grecques et que Grégoire III soit rétabli comme patriarche. Pour Constantin, c'est un échec car il souhaite éviter les dissensions parmi les Byzantins. Or, la papauté ne change rien à sa position et Nicolas V envoie un légat, Isidore de Kiev, pour aider à la mise en œuvre de l'union ; ce dernier arrive à Constantinople en octobre 1452, quelques mois avant le siège de la cité et avec quelques renforts. Il a aussi été rapporté qu'il offre une épée à Constantin, laquelle pourrait être conservée à l'armurerie royale de Turin même si d'autres lames ont été identifiées dans ce qui semble une légende apparue ultérieurement,.

#### Rupture avec les Ottomans

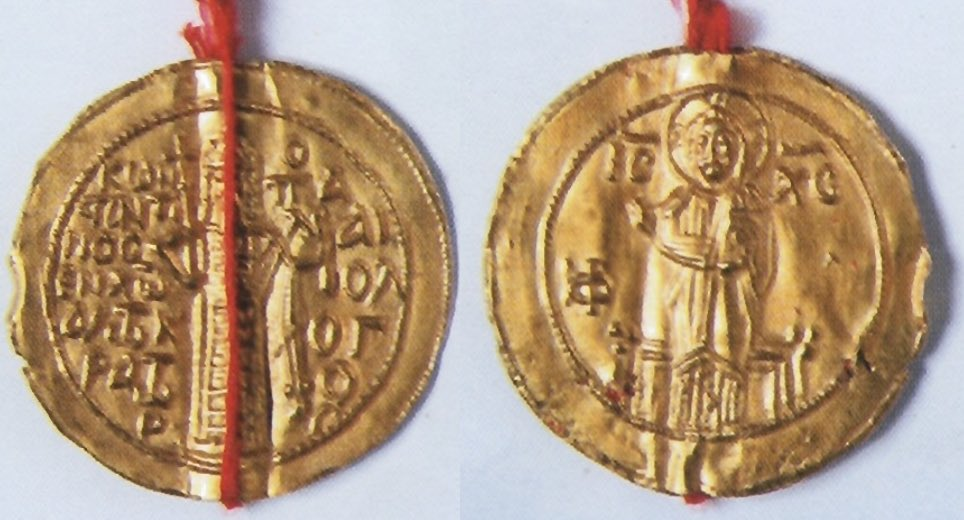
Sceau de l'empereur Constantin XI issu d'un document de Raguse.

Avec Mehmet II, un contentieux latent existe en la personne d'Orkhan, un descendant du sultan Bayezid Ier, qui réside à Constantinople. Seul représentant masculin de la dynastie ottomane en-dehors de Mehmed, il est son concurrent potentiel. Le sultan a accepté de payer la rente annuelle assurant le train de vie d'Orkhan et, en échange, ce dernier reste dans la cité byzantine sans essayer de fomenter de rébellion. Toutefois, en 1451, Constantin envoie un message à Mehmet pour se plaindre de l'insuffisance de la rente et de la possibilité de laisser partir Orkhan. C'est une stratégie déjà éprouvée par les Byzantins que de jouer des rivalités internes à la famille régnante, mais elle est risquée car Mehmet pourrait y voir un prétexte pour réduire à néant l'Empire byzantin. C'est ce que relève le grand vizir Çandarlı Halil Hayreddin Pacha qui reçoit l'ambassade et les met en garde. S'il se pose lui-même en protecteur des Byzantins, son influence sur le nouveau sultan est limitée et il ne peut espérer le dissuader de toute velléité agressive. Sa réponse, retranscrite ci-dessous, est sans ambiguïté :

« Je connais depuis longtemps, Grecs stupides, vos manières sournoises. Le sultan défunt était pour vous un ami débonnaire et attentionné. Le sultan Mahomet ne voit pas les choses de la même façon. S'il ne parvenait pas avec sa fougue habituelle à s'emparer de Constantinople, ce serait uniquement parce que Dieu continue à fermer les yeux sur vos procédés sordides. Vous êtes bien niais si vous croyez pouvoir nous effrayer avec vos puérilités, alors que l'encre de notre dernier traité n'est pas encore sèche. Nous ne sommes pas des enfants sans force ni raison. Si vous croyez pouvoir tenter quelque chose, allez-y. Si vous voulez amener les Hongrois de ce côté du Danube, faites-les venir. Si vous voulez reprendre les places que vous avez perdues depuis longtemps, essayez donc. Mais sachez ceci : ni là ni ailleurs, vous n'irez bien loin. Tout ce que vous risquez, c'est de perdre ce qui vous reste. »

Les Byzantins se rendent rapidement compte de leur erreur d'appréciation car Mehmet II est déterminé à mener une politique expansionniste d'envergure. De fait, Constantin et ses conseillers échouent à trouver le bon équilibre dans leurs relations avec les Ottomans. C'est d'ailleurs une gageure pour la diplomatie impériale étant donné la disproportion des forces. Oscillant entre volontés d'indépendance voire provocations et actes de soumission, l'Empire byzantin tente tant bien que mal d'assurer sa survie. Ces incertitudes et les méconnaissances sur le fonctionnement de la cour du sultan conduisent progressivement à des erreurs de stratégie aux conséquences funestes.
Quand il apprend les exigences des Byzantins quant à la rente d'Orkhan, Mehmet réagit promptement. Il estime que la paix existante est rompue et révoque toutes les concessions accordées aux Byzantins. Désormais, la prise de Constantinople devient l'objectif affiché de Mehmet. Il la voit comme indispensable à la stabilité de l'Empire ottoman car la cité byzantine reste une épine entre ses parties européenne et asiatique, toujours capable d'être un vecteur d'agitation. En outre, la prise de la ville mettrait un terme aux velléités de croisades occidentales. Enfin, la conquête de Constantinople est une ambition régulièrement mise en avant par les dirigeants musulmans depuis l'émergence de l'islam.

#### Constantin face à un siège imminent

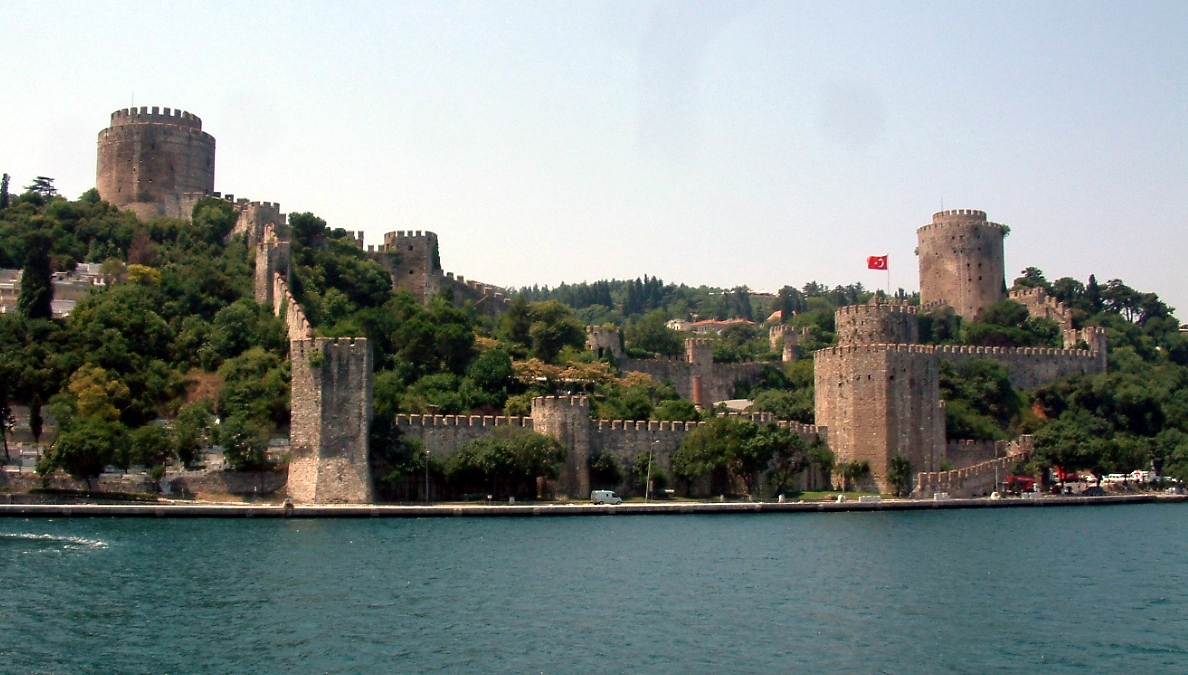
La forteresse de Rumeli Hisarı.

Mehmet agit promptement mais avec méthode. Dès le printemps 1452, il renforce l'isolement de Constantinople en faisant construire le château de Rumeli Hisarı sur la rive européenne du Bosphore. Avec l'Anadolu Hisarı, bâtit cinquante ans plus tôt de l'autre côté, les Ottomans peuvent contrôler tout le trafic maritime. Constantin comprend vite l'impact de cette forteresse et il proteste en vain auprès du sultan, lui rappelant que son aïeul, Mehmet Ier, avait demandé l'autorisation de Manuel II pour ériger Anadolu Hisarı. Mehmet II répond que la rive européenne du Bosphore est inhabitée et que l'empereur de Constantinople n'a aucun pouvoir en-dehors des murailles de la ville. En outre, il n'hésite pas à détruire plusieurs habitations et églises qui parsèment la zone autour de la forteresse, tout en faisant paître du bétail sur des terres appartenant à des paysans grecs. Face à leurs protestations, il en fait exécuter plusieurs à Epibatai et Constantin, au pied du mur, finit par déclarer la guerre aux Ottomans. Il fait fermer les portes de Constantinople et arrêter tous les Turcs s'y trouvant, avant de les libérer trois jours plus tard. Il poursuit en parallèle son programme de restauration des murailles de Constantinople, confié à Manuel Paléologue Iagros, pour les préparer à un siège et fait venir des vivres.
Dans le Bosphore, c'est un navire vénitien qui est le premier à faire les frais du blocus ottoman en novembre 1452. Alors qu'il tente de passer en force, il est coulé et son équipage massacré, tandis que Mehmed envoie des petits détachements aux alentours directs de Constantinople, certainement pour inspecter les défenses. Constantin, conscient de la faiblesse de ce qu'il reste de l'armée byzantine, envoie des messagers en Occident, pour tenter de solliciter des renforts. Venise répond d'abord qu'elle ne peut distraire des forces en Orient alors qu'elle doit combattre en Italie, mais la perte de son navire coulé dans le Bosphore l'oblige à s'engager plus franchement aux côtés des Byzantins et à envisager l'envoi d'une aide importante. Par ailleurs, Constantin sollicite le soutien du régent hongrois Jean Hunyadi en échange des cités de Messembria et de Selymbria ou encore d'Alphonse V, à qui il promet l'île de Lemnos. Néanmoins, ses appels à l'aide restent sans réponses, si ce n'est l'envoi d'un navire plein de vivres de la part du souverain aragonais. Même le despotat de Morée, ravagé par un nouveau raid de Turahan Beg en 1452, n'est pas en mesure de soulager Constantinople. Confronté à la pauvreté de ce qu'il reste de son Empire, Constantin ne peut guère attirer des mercenaires. Il doit ainsi se passer des services de l'artilleur Urbain qui rejoint finalement Mehmed et il est même contraint de faire fondre la vaisselle qu'il peut trouver, notamment dans les églises, pour produire des pièces de monnaie.

### Une politique religieuse guidée par la recherche de l'unité avec Rome
Tout comme sous le règne de Jean VIII, Constantin XI est un partisan de l'unité des églises orthodoxe et catholique, parce qu'elle constitue la seule chance d'une aide massive de la part de l'Occident. Cette position contraste avec l'opinion d'une large part de la population grecque, opposée à tout compromis avec les catholiques. Ce sujet fait l'objet de fortes tensions depuis plusieurs décennies et conduit à l'exil en 1451 de Grégoire III Mammé, le patriarche de Constantinople et plus haute autorité du monde orthodoxe, partisan de l'union et qui finit par fuir à Rome. Là, il n'aurait pas hésité à critiquer la tiédeur de Constantin. Les souvenirs sont encore, dans la tête des gens que ce soit la 4e croisades qui a vu Constantinople être mise à sac par les croisés, le Schisme de 1054, même si c'est surtout entre théologiens, à cela s'ajoute les différences dans la pratique qui perdurent que ce soit avec l'usage du panier autres différences et points de discordes qui sont sommes tout assez mineures. Plusieurs à Constantinople ne veulent rien savoir d'une union avec les catholiques, la coupure est trop grande. Juste avant, les unionistes, menés par Marc d'Éphèse, se sont réunis en synode et ont produit une déclaration présentée devant l'empereur et qui réaffirme les valeurs de l'orthodoxie, faisant de l'union une hérésie minoritaire. Durant les deux ans qui suivent, Constantin préfère ne pas intervenir et le trône patriarcal reste vacant, ce qui témoigne des tensions existantes et de son incapacité à trouver une solution. Parmi les proches de l'empereur, les avis sont partagés. Lucas Notaras est souvent connu pour son opposition à l'union, même s'il semble avoir été prêt à certains compromis. Dans les derniers mois de l'Empire, Constantin XI tente de hâter l'union, avec l'arrivée d'Isidore de Kiev comme représentant papal. Le 15 novembre 1452, il reçoit les anti-unionistes, menés par l'influent moine Gennade Scholarios qui exprime ouvertement son opposition, avant de se rétracter quelques semaines plus tard. Alors que le siège devient imminent, il renonce à contribuer trop ouvertement à une division qui affaiblirait la défense de la cité impériale. Le 12 décembre, une messe est célébrée à Sainte-Sophie, en présence d'Isidore et de Constantin XI, qui proclame l'union des églises, sans masquer l'absence d'unanimité derrière cette décision, comme en témoigne la vacance du trône patriarcal,. La phrase attribuée à Lucas Notaras « plutôt le turban des Turcs que la mitre des Latins » symbolise l'état d'esprit à l’œuvre dans une partie du monde byzantin, y compris du clergé. Au fur et à mesure du déclin territorial de l'Empire, l'Église byzantine a appris à exister sans lui et se refuse à des concessions exorbitantes pour assurer sa survie.

## Constantin lors du siège

### Les derniers préparatifs

La disposition des troupes lors du siège de Constantinople de 1453.

À partir de l'automne 1452 jusqu'au début du siège en avril 1453, Constantin XI dirige une cité sous blocus et confrontée à l'imminence d'un siège où la disproportion des forces s'annonce dramatique pour les Byzantins. Pourtant, ces derniers reçoivent progressivement quelques renforts, en plus des deux cents hommes amenés par Isidore de Kiev. Les étrangers présents dans la ville se mettent pour la plupart au service de Constantin, dont les Vénitiens dirigés par Girolamo Minotto qui défendent le secteur des Blachernes, mais aussi les Catalans, ainsi que la petite suite d'Orkhan. Surtout, de l'aide arrive par la mer, en ordre dispersé et souvent de faible ampleur, mais suffisants pour accroître les chances de succès. Le soutien le plus important vient de Giovanni Giustiniani, noble génois qui dirige un corps de 700 condottiere et qui devient vite le commandant en second de la défense de la ville, avec le rang de protostrator. Pour les forces byzantines en tant que tel, Constantin peut s'appuyer sur un peu moins de 5 000 hommes, plus 2 à 3 000 soldats étrangers, soit moins de 10 000 soldats, parfois seulement des habitants armés pour la défense des remparts. Ce qu'il reste de l'armée byzantine est alors au mieux une petite garde de quelques centaines de soldats. Ceux-ci semblent avoir été répartis entre Lucas Notaras, théoriquement chef de la flotte et Andronic Paléologue Cantacuzène, Grand Domestique et à ce titre chef de l'armée. Ce dernier est relativement peu actif dans la défense de la ville au regard de sa fonction. En face, il est difficile d'estimer avec précision l'armée ottomane mais les évaluations raisonnables tournent autour de 80 000 hommes, peut-être 100 000, renforcés d'une artillerie alors en pleine émergence. Elle constitue un réel péril pour les murailles de Constantinople. Si Constantin a fait restaurer ce formidable ouvrage défensif, il reste fragile face aux armes à poudre à canon. Or, Mehmed a largement investi dans une artillerie de qualité, symbolisée par un canon aux proportions impressionnantes, construit par l'ingénieur Urbain. Enfin, sur mer, Constantin ne peut espérer grand-chose des vestiges de la marine byzantine, réduite à moins d'une trentaine de navires en comptant les embarcations étrangères qui se sont mises à son service, quand elles ne sont pas parvenues à s'enfuir. Néanmoins, grâce à une chaîne tendue à travers la Corne d'Or, cette flottille reste en mesure de protéger la façade nord des remparts de la ville et d'empêcher l'armada ottomane, forte de plus d'une centaine de navires mais aux équipages peu expérimentés, de prendre d'assaut la cité par son flanc le plus fragile. Enfin, Constantin doit composer avec la position ambigüe de la colonie génoise de Péra, située sur la rive nord de la Corne d'Or : elle maintient une neutralité prudente.
En février 1453, Constantin apprend, probablement par l'entremise de Halil Pacha, que Mehmed s'apprête à attaquer la ville. Il tente d'envoyer une dernière ambassade auprès du sultan, sans résultat.

### Un siège intense

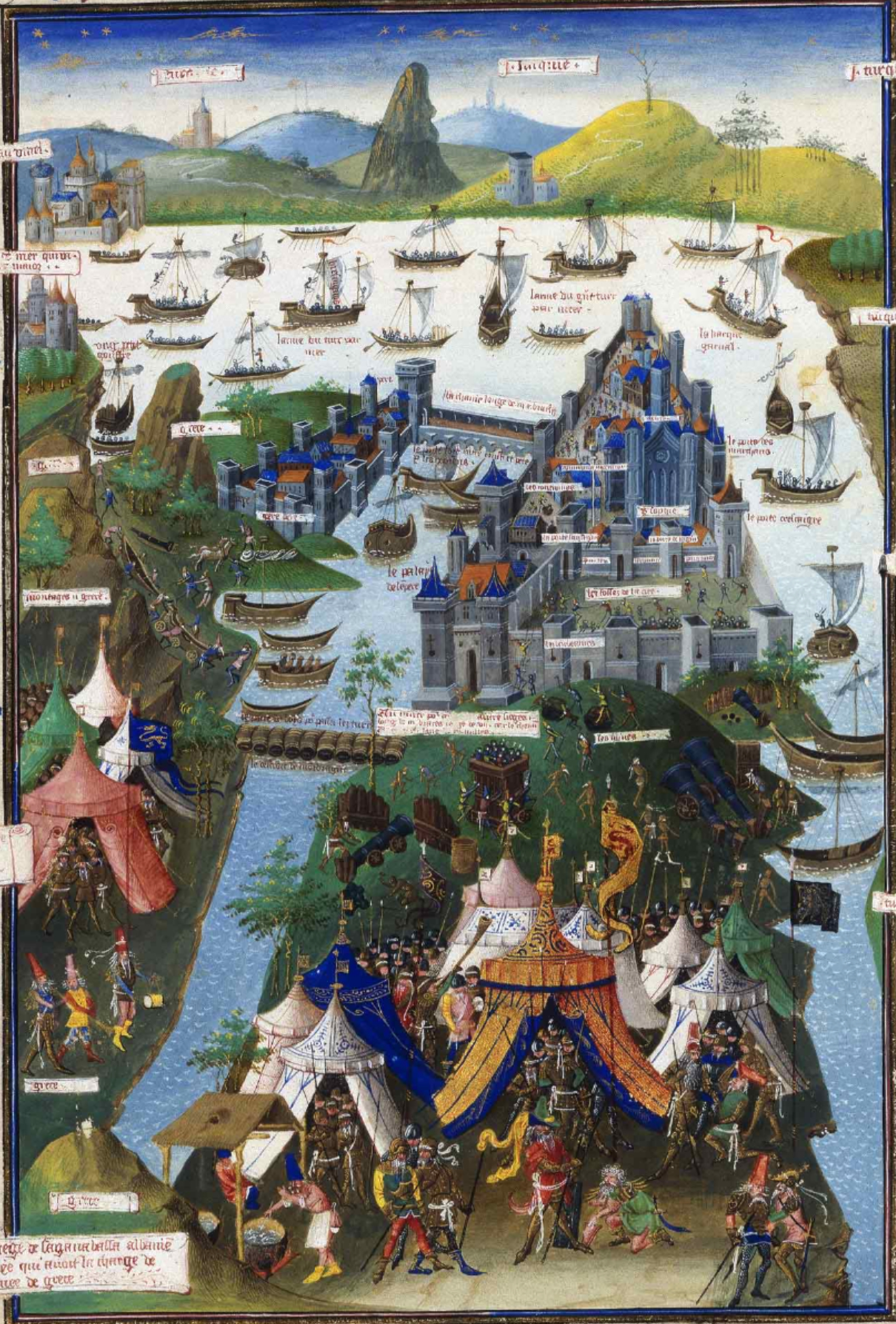
Le siège de Constantinople représenté par Jean Le Tavernier, quelques années après 1453, conservé à la Bibliothèque nationale de France.

Au cours du siège, Constantin occupe une position proche des murailles du Mesoteichion, au fond de la vallée du Lycus, dans le secteur le plus exposé des remparts. Pour autant, à l'exception des derniers instants du siège, il ne prend pas une part directe aux combats et semble déléguer la conduite opérationnelle des actions de défense aux différents officiers, principalement étrangers, comme Giustiniani qui coordonne la défense des remparts terrestres. Michel Balard écrit ainsi « qu'il est à la fois nulle part et partout » au cours du siège, pour souligner l'ambiguïté de sa place centrale en tant qu'empereur couplée au peu d'impact qu'il semble avoir sur le cours des choses. Malgré tout, il participe à maintenir une certaine cohésion entre Byzantins, Génois et Vénitiens, toujours prompts à s'opposer sur différents sujets, s'accusant mutuellement de fragiliser la défense de la cité. La veille de l'assaut final, il doit par exemple trancher en faveur de Giustiniani qui souhaite concentrer l'artillerie sur les remparts, contrairement à Lucas Notaras. Il continue aussi un échange de messages avec Mehmed II, lequel tente de le pousser à la reddition en échange d'un sauf-conduit. C'est notamment le cas d'une ambassade envoyée quelques jours avant l'assaut final, conforme à la loi islamique qui contraint l'assiégeant à laisser une opportunité aux défenseurs de se livrer. Mehmed propose entre autres un tribut exorbitant que Constantin n'est en aucune mesure de payer. Plusieurs de ses conseillers l'auraient incité à quitter la cité pour mener la reconquête depuis l'étranger, mais il refuse obstinément. Il aurait notamment répondu à Mehmed II qu'il n'est pas en son pouvoir de livrer la cité et qu'il est prêt à mourir. En dépit de cette opiniâtreté, il aurait fait preuve d'une grande inquiétude et d'un désespoir grandissant selon plusieurs témoins, dont Barbaro ou Iskander.

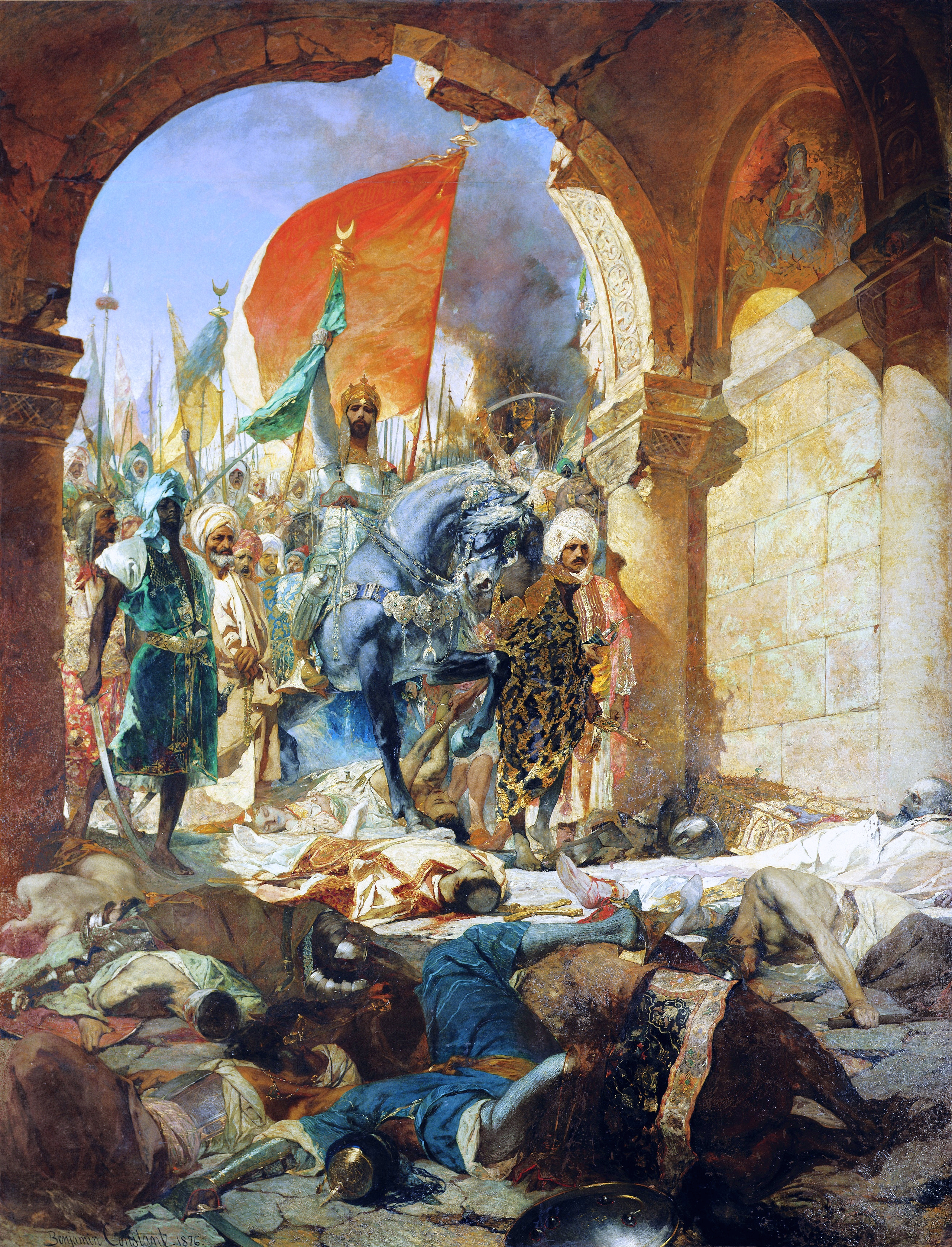
L'entrée de Mehmed II dans Constantinople peinte par Jean-Joseph Benjamin-Constant en 1876.

Le siège évolue rapidement à partir de l'arrivée des Ottomans au début du mois d'avril. Une suite de bombardements intenses de l'artillerie et d'assauts fragilisent les murailles terrestres sans les détruire complètement. De nombreuses opérations sont menées, à l'aide de tours de siège ou de mines pour saper les fondations des remparts. Néanmoins, les défenseurs résistent plutôt bien grâce à la valeur des troupes étrangères menées par Giustiniani. Sur mer aussi, les Ottomans peinent à entamer le dispositif des assiégés. Le 20 avril, quatre navires venus de l'extérieur percent le blocus maritime ottoman pour ravitailler les assiégés et, quelques jours après, Mehmed II fait passer une partie de sa flotte dans la Corne d'Or, accentuant la pression sur ses adversaires. Constantin tente bien d'envoyer un navire à la quête d'une flotte de renforts qui serait en partance pour la cité impériale mais sans résultat : celle envoyée par le Sénat de Venise est partie trop tard,.
Peu avant l'assaut final, dans la nuit du 28 au 29 mai, Léonard de Chio affirme qu'une messe commune est célébrée entre catholiques et orthodoxes au sein de la basilique Sainte-Sophie, avant que Constantin ne délivre un dernier discours mobilisateur aux différents chefs de la défense de la ville. Récemment, Marios Philippides a émis des doutes sur ces détails, estimant qu'il était peu probable que l'ensemble des officiers ne se réunissent à Sainte-Sophie, alors à l'opposé des secteurs stratégiques à défendre. Le 29 mai 1453, Mehmed II lance ce qui doit constituer l'assaut décisif contre la ville. Conscient que plus le siège dure, plus les risques d'échecs augmentent, il met en branle l'ensemble de son armée, qui part à l'attaque de toutes parts, mais principalement contre le Mesoteichion. La muraille est alors en grande partie effondrée, seulement réparée hâtivement par des barricades. Giustianiani et Constantin XI y concentrent leurs efforts pour tenter de tenir la ligne, qui résiste aux deux premiers assauts. Le troisième, mené par les janissaires, les troupes d'élite, finit par avoir raison des défenseurs. Giustianini est gravement blessé par un projectile. Il semble que des Ottomans aient profité de ce qu'une poterne était malencontreusement restée ouverte (la Kerkoporta) pour hisser en haut d'une tour l'étendard du sultan. À cette vue, une partie des défenseurs cède à la panique, entraînant l'effondrement de toute résistance. Les Turcs peuvent alors pénétrer dans Constantinople pour la mettre à sac. Mehmed II en personne y rentre dans la journée. C'est dans ces instants décisifs que Constantin disparaît de la scène, sans que les circonstances soient exactement connues.

## La mort deConstantinXI

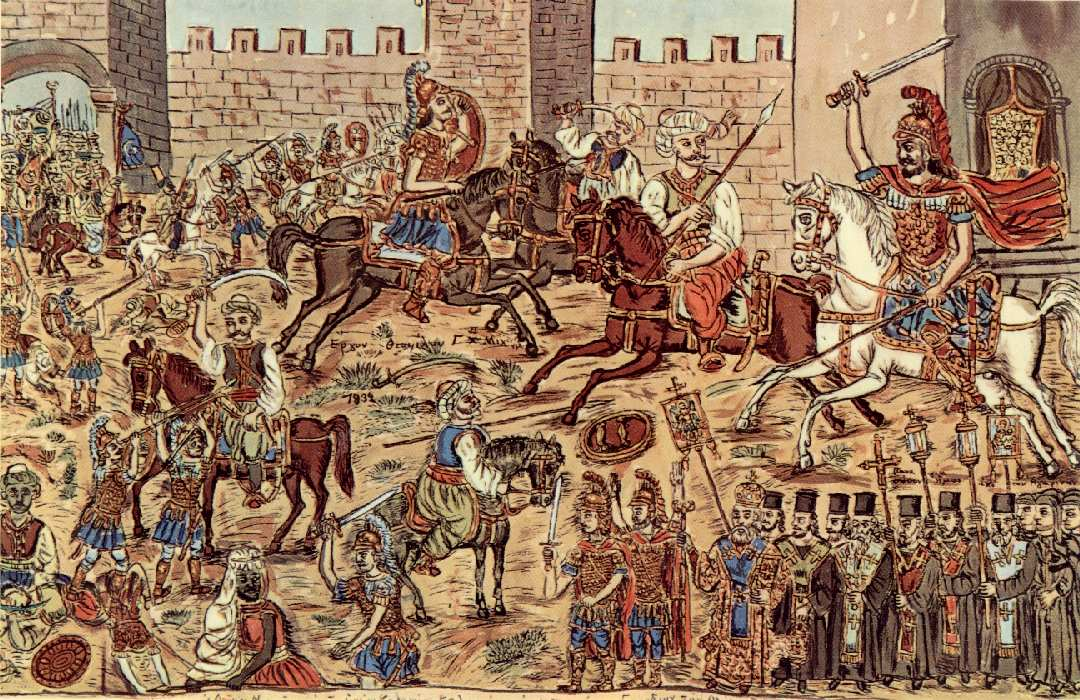
Constantin XI Paléologue chargeant les Ottomans, tableau de Theophilos Hadjimichaïl (1932).

La question du sort de Constantin XI, lors de la chute de Constantinople, le 29 mai 1453, a été l'objet de nombreuses controverses et a nourri l'imaginaire populaire. L'idée la plus couramment admise est qu'il périt en combattant, parmi ses soldats, au moment de l'écroulement de la défense byzantine, près de la porte Saint-Romain. La légende affirme que, s'étant débarrassé d'une partie de son armure impériale décorée, il se lança avec eux dans une ultime charge héroïque. Cela expliquerait que son corps n'ait pas été reconnu. Mais il n'existe aucun chroniqueur du siège ayant assisté à la mort de l'empereur et aucun témoin direct ayant laissé de récit détaillé. Son conseiller et ami, Georges Sphrantzès, présent au moment du siège, n'en livre qu'un récit laconique. Il indique que l'empereur périt lors de l'assaut final. Toutefois, lui-même ne se trouvait pas à proximité des lieux, et ne peut dire de quelle façon l'empereur est mort. Cet aveu d'ignorance, de la part d'un proche de l'empereur, laisse supposer qu'aucun des camarades de combat de Constantin XI ne survit pour livrer un récit sur la façon dont le souverain perd la vie. L'une des dernières actions attribuées à Constantin serait d'avoir essayé de convaincre Giustiniani de ne pas se retirer de la défense de la ville après avoir été blessé. Selon Nicolò Barbaro, nul ne sut vraiment ce qu'il advint de l'empereur, ni de sa dépouille. Barbaro complète ce récit, plus tardivement, en indiquant qu'il « se serait jeté dans la mêlée, et, dans un accès de rage, qu'il se serait relevé, après être tombé, avant de retomber ensuite, pour ne plus se redresser ». Selon l'archevêque génois Léonard, il aurait péri écrasé par les fuyards après avoir demandé en vain à un soldat de le tuer,, version reprise plus tard par Andrea Cambini, dans son Livre des origines des Turcs et de l'empire des Ottomans, document postérieur au siège. Ubertino Pusculus rapporte qu'il s'opposa seul à l'avancée ottomane et qu'il tua trois janissaires avant d'être mortellement blessé puis décapité. Nestor Alexandre (Iskander), l'auteur de la chronique slave en russe, livre un récit bien différent, probablement influencé par des rumeurs ayant cours après la chute de Constantinople : il aurait sauté sur un cheval arabe et se serait précipité vers la Porte d'Or, ralliant les fuyards et combattant les assaillants jusqu'à mourir sous le nombre.
Finalement, le marchand Jacopo Tedaldi livre une version assez représentative du mystère qui entoure la mort de Constantin XI :

« L'empereur de Constantinople mourut et d'aucuns disent qu'il eut la tête tranchée. D'autres disent qu'il mourut à la porte, en la presse, en soi cuidant issir [en pensant fuir]. L'un et l'autre peut bien être vrai : c'est qu'il fut mort en la presse et que puis les Turcs lui eussent coupé la tête. »

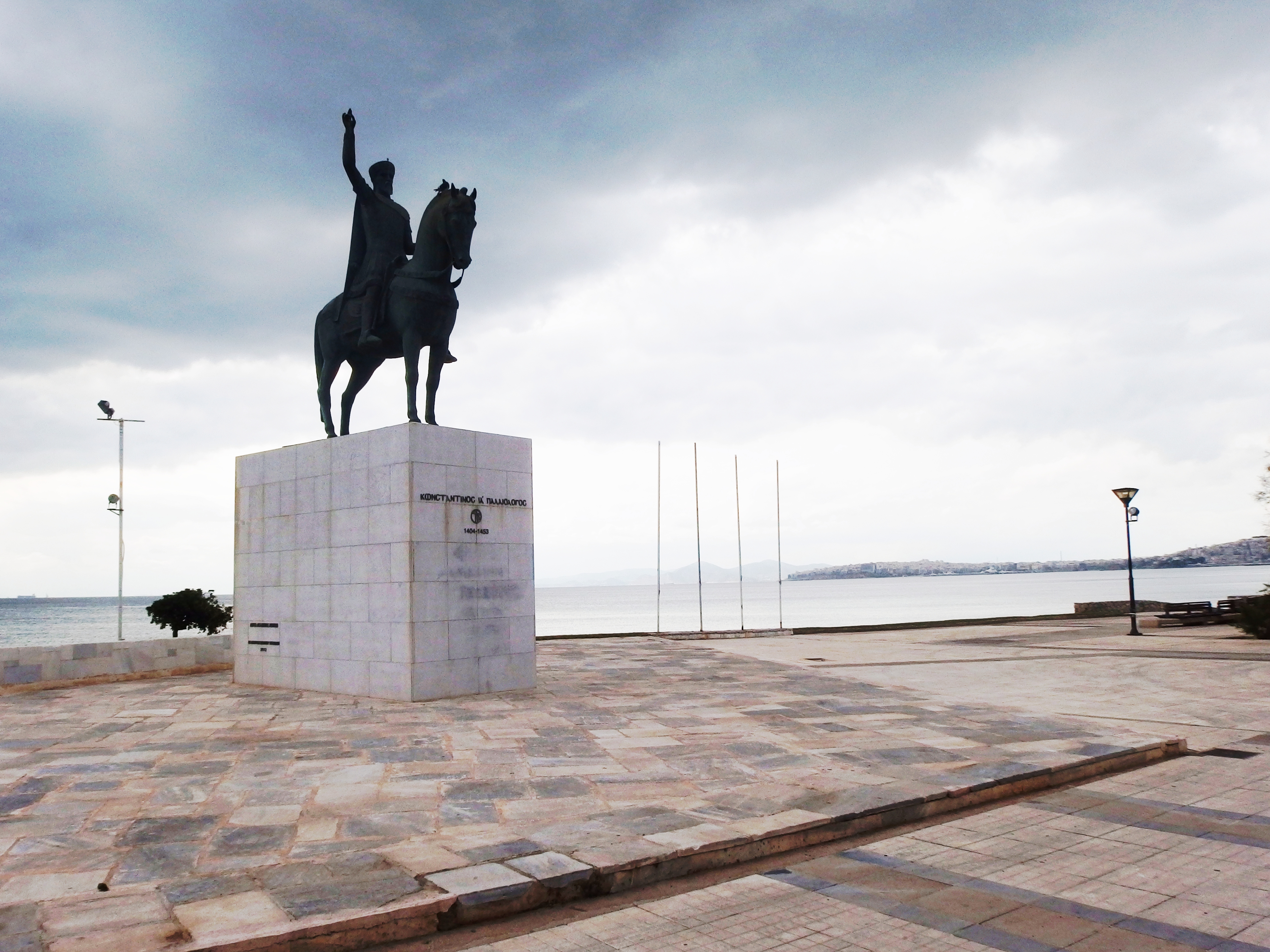
Statue de Constantin XI à cheval, sur le front de mer d'Athènes.

Donald MacGillivray Nicol a compilé les différentes versions de la mort de l'empereur et ne parvient pas à démêler la réalité de la fiction. Les versions varient fortement selon les sources, les auteurs grecs insistant sur sa mort héroïque et les sources ottomanes ou slaves présentant une fin plus prosaïque. Quant aux auteurs occidentaux, tels Léonard de Chio, qui ont souvent, par mishellénisme, tendance à rabaisser la valeur des Grecs, ils livrent une version franchement déshonorante : l'empereur serait mort en tentant de fuir. Cette hypothèse est aussi reprise par les auteurs turcs comme Tursun Beg, général de l'armée ottomane, qui, dans une lettre postérieure au siège, assure que Constantin est tué par des soldats ottomans alors qu'il essaie de rallier un navire. Mario Philippidès aboutit à la même conclusion quant à l'incertitude qui règne autour des ultimes instants de règne du dernier empereur romain.
Le sort du cadavre de l'empereur est tout aussi incertain. Les Turcs ont certainement recherché l'empereur mais aucune source sûre ne permet d'attester qu'il ait été retrouvé. Selon Isidore de Kiev, sa tête aurait été tranchée et amenée au devant du sultan. L'ayant reconnu, il l'aurait fait envoyer à Andrinople mais le récit du cardinal est sujet à caution car il n'assiste pas à la scène. Constantin d'Ostrovica, soldat serbe incorporé dans l'armée du sultan, a livré une chronique du siège dans laquelle il donne une version proche de celle d'Isidore : Constantin aurait été décapité par un janissaire nommé Sarielles, qui amène la tête aux pieds du sultan et en aurait été richement récompensé. Dans tous les cas, aucune sépulture ne lui est connue, ce qui contribue largement à entretenir le mystère de ses derniers instants mais pourrait aussi s'expliquer par le désir de Mehmed d'éviter de créer un lieu de pèlerinage. Parmi les sources grecques, seule la chronique controversée de Pseudo-Sphrantzès mentionne la tenue de funérailles après la découverte du corps. Le chroniqueur ottoman plus tardif, Evliya Çelebi, situe la tombe au monastère de la Péribleptos. De même, une légende ultérieure la place près de l'église-mosquée de Vefa, sans aucune preuve tangible,.

## Historiographie et postérité

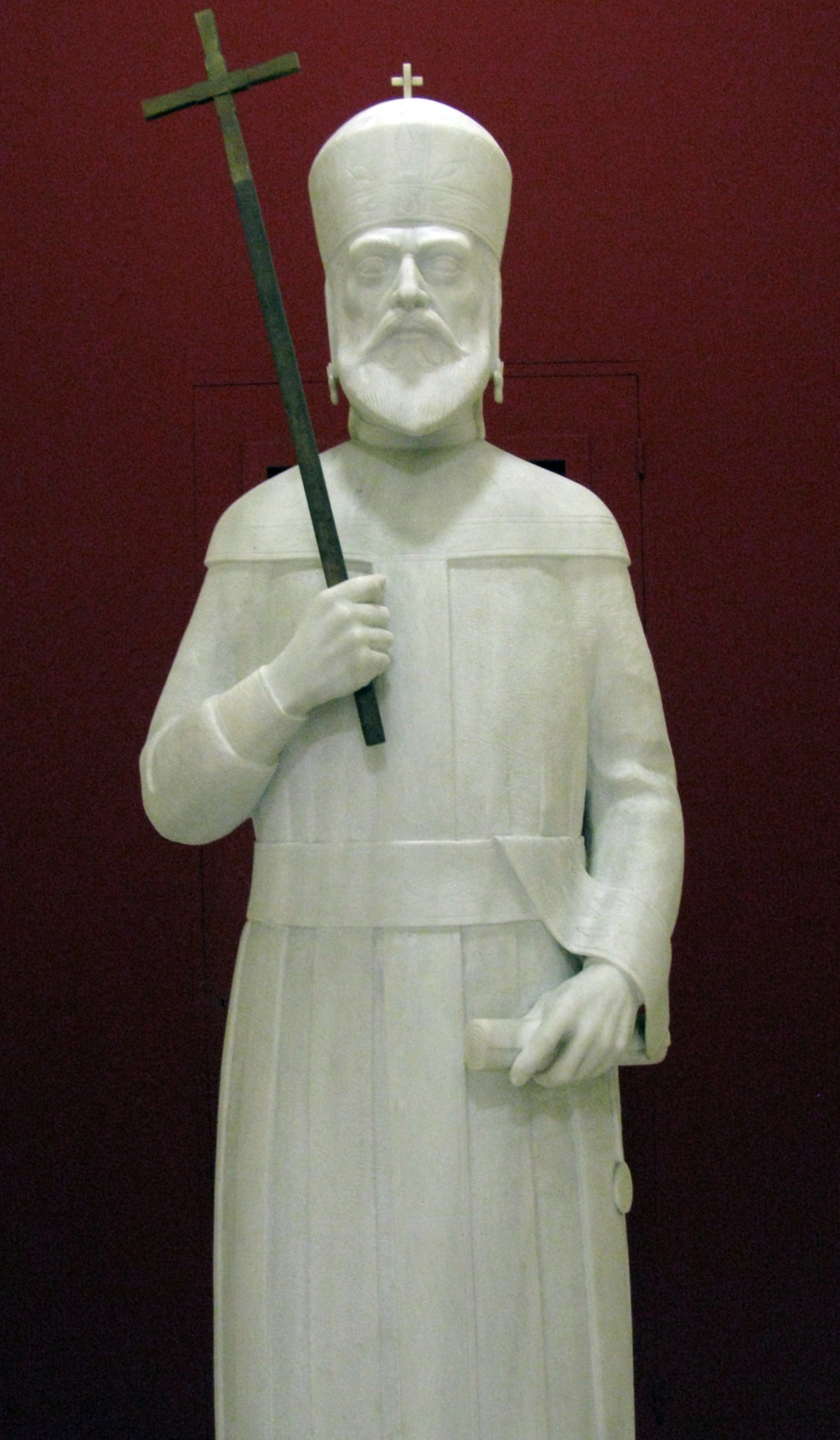
Statue de marbre de Constantin XI, exposée au musée d'histoire nationale d'Athènes.

Dernier empereur de la longue histoire romano-byzantine, Constantin XI a suscité l'attention des historiens, qui retiennent généralement l'idée d'un souverain capable confronté à la situation désespérée de son Empire. Dès les premières années après sa mort, des premiers auteurs prennent comme cadre l'événement de la prise de Constantinople et élèvent régulièrement Constantin au rang de dirigeant d'exception, quoiqu'infortuné. Andronic Calliste écrit une lamentation à propos de la chute de Constantinople, dans laquelle il souligne que Constantin est « un dirigeant plus perspicace que Thémistocle, plus éloquent que Nestor, plus sage que Cyrus, plus juste que Rhadamanthe et plus brave qu'Hercule ». Émerge aussi très vite l'image du souverain malchanceux, né sous de mauvais auspices, qu'il a pu d'ailleurs lui-même provoquer en ne soutenant pas assez résolument l'union des Églises. C'est en tout cas l'avis des auteurs occidentaux comme Ubertino Pusculus, même si les premiers écrits réagissant à la chute de Constantinople sont souvent remplis de respect pour celui qui apparaît comme un martyr. L'image de l'empereur glorieux mais malheureux a perduré jusqu'aux historiens modernes.
De l'avis général des historiens, tant comme despote à Mistra que comme empereur, il se révèle volontariste et audacieux, bien que parfois trop téméraire au regard des forces évanescentes de son Empire et de la puissance ottomane en pleine expansion. Pour Georg Ostrogorsky (1996), ni son courage, ni son énergie d'homme d'État ne peuvent sauver l'Empire d'une chute inévitable. Edouard Gibbon, souvent critique du monde byzantin, estime que son destin et sa chute sont bien plus glorieux que les vies de nombreux césars byzantins. Edwin Pears, auteur en 1903 de The Destruction of the Greek Empire and the Story of the Capture of Constantinople by the Turks (La destruction de l'Empire grec et l'histoire de la prise de Constantinople par les Turcs), en fait le rempart contre les « hordes d'Asie », « sacrifiant sa vie pour son peuple, son Empire et la chrétienté toute entière ». À l'instar du renouveau de la culture grecque qui se fait jour en Occident et en partie grâce à l'afflux de réfugiés byzantins en Italie, Constantin est très vite associé à une conscience hellénique naissante. Laonicos Chalcondyle s'en fait l'écho dès après la chute de Constantinople. L'historien grec Apóstolos Vakalópoulos voit ainsi dans les derniers Paléologues des souverains hellènes plus que romains, contribuant à la mise en place de l'hellénisme contemporain et faisant donc de l'empereur un héros grec bien avant la renaissance de cette nation quelques siècles plus tard.
Constantin doit sa stature héroïque voire quasi-légendaire aux circonstances de sa mort. Son image est écrasée par sa place de dernier empereur. En émerge une figure tragique, celle de l'empereur incapable de sauver son Empire déclinant et qui meurt avec lui, « glorieusement, en Romain », pour reprendre les termes de Stefan Zweig. Philippides note qu'il est le plus apprécié des empereurs byzantins parmi les Grecs, « souverain sans couronne, empereur sans impératrice et défunt sans tombeau », « il incarne un symbole d'espoir et de résurrection ». Si les intellectuels grecs du XIXe siècle tendent à rejeter l'héritage byzantin perçu comme décadent, il en va tout autrement de Constantin XI. Sa mort devient un modèle de sacrifice qui doit guider la nation grecque renaissante dans sa lutte pour la liberté. Cette place de héros martyr de la lutte contre les Turcs dépasse le cadre de la seule Grèce. Ainsi, la première monographie moderne sur Constantin est l’œuvre du serbe Čedomilj Mijatović en 1892. Écrite dans le contexte de l'émancipation progressive des peuples balkaniques de la tutelle de l'Empire ottoman, elle fait de Constantin l'une des figures de la résistance à l'oppression turque et dresse un parallèle fort avec Constantin Ier, alors roi de Grèce dans le contexte de la Grande Idée qui fait de la reconquête de Constantinople un objectif viable. Steven Runciman appuie largement l'analyse d'un empereur combattant dans son ouvrage consacré à la chute de Constantinople, de même que Donald MacGillivray Nicol, qui lui consacre en 1992 une biographie laissant une large part à la légende née après sa mort, The Immortal Emperor: the Life and Legend of Constantine Palaiologos, the Last Roman Emperor (L'empereur immortel, vie et légende de Constantin Paléologue, dernier empereur des Romains), qui a parfois été critiquée pour être trop laconique sur les actions de Constantin comme empereur,. En essayant de mettre de côté ce statut particulier d'ultime souverain romano-byzantin, Marios Philippides tire un portrait plus contrasté du personnage, estimant que son destin de dernier empereur a favorisé l'apparition d'une image romancée et d'une surestimation de ses talents. Par-delà sa mort sur les murailles, il voit en lui un homme d'état relativement médiocre, sans réel talent militaire et ne contribuant en rien au dynamisme intellectuel de son Empire finissant, à la différence de Manuel II et de Jean VIII, qui ont contribué par leurs écrits et leurs voyages, à entretenir le renouveau de la culture antique dans l'Europe de l'Ouest. Il estime que ses succès en Morée sont moins liés à des prouesses militaires qu'à des mariages habiles et que son expédition en Thessalie a conduit à la dévastation de la Morée, seule province encore vivace de l'Empire. Il souligne aussi qu'il n'est pas parvenu à unir son peuple dans un esprit de résistance contre les Ottomans, comme en témoigne son incapacité à conduire l'union des églises.

## Culture

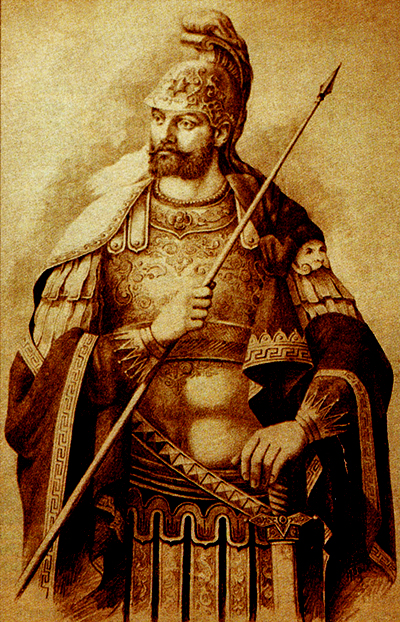
Une représentation de Constantin datant du XIX, sous les traits d'un guerrier de l'Antiquité.

La vie et surtout la mort de Constantin sont rapidement devenues le creuset d'un grand nombre de légendes, qui tournent souvent autour de sa survie supposée ou d'une descendance cachée. Tout d'abord, en raison de son nom et de celui de sa mère, Hélène, il semble accomplir une prophétie selon laquelle c'est sous le règne d'un homonyme de son fondateur, dont les mères ont le même nom, en l'occurrence Hélène, que l'Empire disparaîtrait,. En dépit de deux mariages, Constantin XI meurt sans enfants. Ses plus proches parents sont ses deux frères, Thomas et Démétrios, despotes de Morée. Néanmoins, la légende a parfois retenu une veuve qui lui survit, ainsi que plusieurs filles. Une lettre d'Aeneas Silvius (le futur Pie II) à Nicolas V, datée de juillet 1453, est la première à émettre cette idée. Mehmet II les aurait fait parader avant de les exécuter. Toujours selon Aeneas Silvius, un fils de Constantin serait parvenu à se réfugier à Galata. Le récit de la chute de Constantinople fait par Nestor Iskander autour du début du XVIe siècle, intitulé La Prise de Tsargrad, contribue aussi à propager cette idée dans le monde slave de filles ou de fils survivants. Enfin, le chroniqueur français Mathieu d'Escouchy, qui écrit au XVIe siècle, affirme que Mehmet a violé l'impératrice à Sainte-Sophie, avant de la faire rentrer dans son harem. Cette légende d'un fils caché a longtemps persisté dans le folklore grec. Selon une autre tradition rapportée, Constantin aurait été engagé auprès d'Anna, la fille de Lucas Notaras mais aucune source crédible ne corrobore cette assertion.
Au XVe siècle, l'historien byzantin Laonicos Chalcondyle termine son récit historique en émettant l'espoir qu'un empereur chrétien gouvernerait à nouveau les Grecs. Bientôt, une légende apparaît selon laquelle Constantin ne serait pas mort mais seulement endormi, attendant d'être réveillé par un appel venu du ciel pour sauver son peuple. C'est la légende de l'Empereur de marbre (en grec : Marmaromenos Vasilias). Des anges l'auraient transformé en statue avant qu'il ne soit tué, puis l'auraient caché dans une cave sous la Porte Dorée, où les empereurs rentraient dans la cité impériale après leurs victoires. Là, il serait un jour ramené à la vie par ces mêmes anges pour reprendre la ville et restaurer l'Empire perdu. Enfin, selon la légende, son réveil serait précédé par le mugissement d'un taureau. Le peintre crétois Georges Klontzas reprend ce thème du réveil de l'empereur dans une série de peintures au XVIe siècle. Comme souvent, Constantin incarne le destin de la Grèce, endormie, en attendant de se libérer du joug des Turcs. Ces derniers auraient possiblement accordé un certain crédit à cette légende, interdisant les fouilles sous la Porte Dorée, comme le rapporte notamment Thomas Roe, ambassadeur britannique auprès de la Sublime Porte au XVIIe siècle.
En Grèce, Constantin XI est devenu, dans l'histoire et la culture néo-helléniques, le symbole de la bravoure dans la résistance à l'envahisseur musulman et ottoman. Le mythe de l'empereur dormant persiste jusqu'au XIXe siècle, à l'image du poème Le Dernier Paléologue de Georges Byzinos ou celui de George Zalokostas, L'Epée et la couronne. Le choix du deuxième souverain de Grèce, Georges Ier, de prénommer son fils et héritier Constantin permet de légitimer une continuité avec l'époque byzantine, au point qu'il a été envisagé qu'il prenne comme nom de règne Constantin XII, une idée finalement abandonnée. Toujours au XIXe siècle, le poète Ioannis Zambélios (el) écrit une tragédie intitulée Constantin Paléologue ; le peintre naïf Theophilos Hadjimichaïl a représenté l'ultime charge héroïque du dernier empereur de Constantinople ; en 1956, Níkos Kazantzákis publie la tragédie intitulée Constantin Paléologue ; cette tragédie inspire au compositeur Manólis Kalomiris un opéra du même nom qui est aussi sa dernière œuvre (1961). Comme souvent Kazantzakis glorifie Constantin et s'attarde sur les circonstances de sa mort, miroir de la fin d'une ère et de la destruction d'une culture autrefois vibrante. De même, en 1971, le poète grec Odysséas Elýtis a consacré à cet empereur byzantin le grand poème Mort et Résurrection de Constantin Paléologue. Dans un autre style, il est l'un des protagonistes du roman Les Amants de Byzance de Mika Waltari.
La chute de Constantinople ayant été régulièrement adaptée au cinéma, Constantin apparaît à plusieurs reprises dans des films, la première fois en 1913 avec L'Agonie de Byzance de Louis Feuillade, où il est interprété par Luitz-Morat. Il est aussi l'un des personnages du film turc en noir et blanc İstanbul'un Fethi (« La Conquête de Constantinople »), réalisé par Aydın Arakon et sorti en 1951, puis de la superproduction Fetih 1453, sortie en 2012, où il est dépeint de façon peu estimable,. Enfin, il figure dans la mini-série documentaire turque, L'Essor de l'Empire ottoman, en 2020.